# Jugoslavenska rukometna reprezentacija
Jugoslavenska rukometna reprezentacija je predstavljala državu Jugoslaviju u sportu rukometu. Prestala je postojati razdruženjem Hrvatske i Slovenije u lipnju 1991. godine. Do tada je bila najtrofejnija [nedostaje izvor] rukometna reprezentacija svijeta, osvojivši 3 medalje na olimpijskim igrama, 4 na svjetskim prvenstvima, 5 na mediteranskim igrama, 1 na igrama dobre volje, 3 na svjetskim rukometnim kupovima i 2 na rukometnim superligama. Jugoslavensku rukometnu reprezentaciju najvećim su dijelom činili rukometaši iz Hrvatske a ostatak su činili rukometaši iz ostalih republika tadašnje SFR Jugoslavije (Srbije, Crne Gore, Slovenije, Makedonije te Bosne i Hercegovine).
Uz glavnu seniorsku momčad postojala je i reprezentacija gluhonijemih igrača čiji je izbornik 1970.-ih godina bio hrvatski rukometni stručnjak Slavko Bačić. 

## Rezultati
| Godina | Olimpijske igre | SP (VR) SP (MR) | MI IDV      | Svjetski kupovi Superlige | Manji turniri | Manji turniri |  |
| ------ | --------------- | --------------- | ----------- | ------------------------- | ------------- | ------------- |  |
| 1952.  | nije igrano     | 10.             |             |                           |               |               |  |
| 1953.  |                 |                 |             |                           |               |               |  |
| 1954.  |                 |                 |             |                           |               |               |  |
| 1955.  |                 | 5.              |             |                           |               |               |  |
| 1956.  | nije igrano     |                 |             |                           |               |               |  |
| 1957.  |                 |                 |             |                           |               |               |  |
| 1958.  |                 | 8.              |             |                           |               |               |  |
| 1959.  |                 | bez nastupa     |             |                           |               |               |  |
| 1960.  | nije igrano     |                 |             |                           |               |               |  |
| 1961.  |                 | 9.              |             |                           |               |               |  |
| 1962.  |                 |                 |             |                           |               |               |  |
| 1963.  |                 | bez nastupa     |             |                           |               |               |  |
| 1964.  | nije igrano     | 6.              |             |                           |               |               |  |
| 1965.  |                 |                 |             |                           |               |               |  |
| 1966.  |                 | bez nastupa     |             |                           |               |               |  |
| 1967.  |                 | 7.              | zlato       |                           |               |               |  |
| 1968.  | nije igrano     |                 |             |                           |               |               |  |
| 1969.  |                 |                 |             |                           |               |               |  |
| 1970.  |                 | bronca          |             |                           |               |               |  |
| 1971.  |                 |                 | nije igrano | zlato                     |               |               |  |
| 1972.  | zlato           |                 |             |                           |               |               |  |
| 1973.  |                 |                 |             |                           |               |               |  |
| 1974.  |                 | bronca          |             | zlato                     |               |               |  |
| 1975.  |                 |                 | zlato       |                           |               |               |  |
| 1976.  | 5.              |                 |             |                           |               |               |  |
| 1977.  |                 |                 |             |                           |               |               |  |
| 1978.  |                 | 5.              |             |                           |               |               |  |
| 1979.  |                 |                 | zlato       |                           |               |               |  |
| 1980.  | 6.              |                 |             |                           |               |               |  |
| 1981.  |                 |                 |             | bronca                    |               |               |  |
| 1982.  |                 | srebro          |             |                           |               |               |  |
| 1983.  |                 |                 | zlato       | bronca                    |               |               |  |
| 1984.  | zlato           |                 |             | bronca                    |               |               |  |
| 1985.  |                 |                 |             |                           |               |               |  |
| 1986.  |                 | zlato           | bez nastupa |                           |               |               |  |
| 1987.  |                 |                 | bez nastupa |                           |               |               |  |
| 1988.  | bronca          |                 |             |                           |               |               |  |
| 1989.  |                 |                 |             |                           |               |               |  |
| 1990.  |                 | 4.              | srebro      |                           |               |               |  |
| 1991.  |                 |                 | zlato       |                           |               |               |  |

| Olimpijske igre                                                                     | Olimpijske igre                                       | Olimpijske igre                                       | Olimpijske igre                                       | Olimpijske igre                                       | Olimpijske igre                                       | Olimpijske igre                                       | Olimpijske igre                                       | Olimpijske igre                                       | Olimpijske igre                                       | Olimpijske igre                                       | kvalifikacije za OI                                   | kvalifikacije za OI                                   | kvalifikacije za OI                                   | kvalifikacije za OI                                   | kvalifikacije za OI                                   | kvalifikacije za OI                                   | kvalifikacije za OI                                   | kvalifikacije za OI                                   | kvalifikacije za OI |
| Godina                                                                              | Faza                                                  | Mjesto                                                | U                                                     | D                                                     | N                                                     | I                                                     | G+                                                    | G-                                                    | GR                                                    | IZB                                                   | Mjesto                                                | U                                                     | D                                                     | N                                                     | I                                                     | G+                                                    | G-                                                    | GR                                                    |                     |
| 1936. VR                                                                            | Jugoslavenska rukometna reprezentacija nije postojala | Jugoslavenska rukometna reprezentacija nije postojala | Jugoslavenska rukometna reprezentacija nije postojala | Jugoslavenska rukometna reprezentacija nije postojala | Jugoslavenska rukometna reprezentacija nije postojala | Jugoslavenska rukometna reprezentacija nije postojala | Jugoslavenska rukometna reprezentacija nije postojala | Jugoslavenska rukometna reprezentacija nije postojala | Jugoslavenska rukometna reprezentacija nije postojala | Jugoslavenska rukometna reprezentacija nije postojala | Jugoslavenska rukometna reprezentacija nije postojala | Jugoslavenska rukometna reprezentacija nije postojala | Jugoslavenska rukometna reprezentacija nije postojala | Jugoslavenska rukometna reprezentacija nije postojala | Jugoslavenska rukometna reprezentacija nije postojala | Jugoslavenska rukometna reprezentacija nije postojala | Jugoslavenska rukometna reprezentacija nije postojala | Jugoslavenska rukometna reprezentacija nije postojala |                     |
| Igre 1940. i 1944. nisu održane a od 1948. do 1968. rukomet nije dio programa igara |                                                       |                                                       |                                                       |                                                       |                                                       |                                                       |                                                       |                                                       |                                                       |                                                       |                                                       |                                                       |                                                       |                                                       |                                                       |                                                       |                                                       |                                                       |                     |
| 1972.                                                                               | Finale                                                |                                                       | 6                                                     | 6                                                     | 0                                                     | 0                                                     | 122                                                   | 89                                                    | +33                                                   | IS / VS                                               | 3. sa Svjetskog 1970.                                 | 3. sa Svjetskog 1970.                                 | 3. sa Svjetskog 1970.                                 | 3. sa Svjetskog 1970.                                 | 3. sa Svjetskog 1970.                                 | 3. sa Svjetskog 1970.                                 | 3. sa Svjetskog 1970.                                 | 3. sa Svjetskog 1970.                                 |                     |
| 1976.                                                                               | Prva faza                                             | 5.                                                    | 5                                                     | 4                                                     | 0                                                     | 1                                                     | 110                                                   | 93                                                    | +17                                                   | IS / PJ                                               | 1.od 3                                                | 4                                                     | 4                                                     | 0                                                     | 0                                                     | 129                                                   | 66                                                    | +63                                                   |                     |
| 1980.                                                                               | Prva faza                                             | 6.                                                    | 8                                                     | 5                                                     | 0                                                     | 3                                                     | 195                                                   | 159                                                   | +36                                                   | JS                                                    | 5. sa Svjetskog 1978.                                 | 5. sa Svjetskog 1978.                                 | 5. sa Svjetskog 1978.                                 | 5. sa Svjetskog 1978.                                 | 5. sa Svjetskog 1978.                                 | 5. sa Svjetskog 1978.                                 | 5. sa Svjetskog 1978.                                 | 5. sa Svjetskog 1978.                                 |                     |
| 1984.                                                                               | Finale                                                |                                                       | 6                                                     | 5                                                     | 1                                                     | 0                                                     | 141                                                   | 93                                                    | +48                                                   | BP                                                    | 2. sa Svjetskog 1982.                                 | 2. sa Svjetskog 1982.                                 | 2. sa Svjetskog 1982.                                 | 2. sa Svjetskog 1982.                                 | 2. sa Svjetskog 1982.                                 | 2. sa Svjetskog 1982.                                 | 2. sa Svjetskog 1982.                                 | 2. sa Svjetskog 1982.                                 |                     |
| 1988.                                                                               | Polufinale                                            |                                                       | 6                                                     | 4                                                     | 1                                                     | 1                                                     | 143                                                   | 132                                                   | +11                                                   | AA                                                    | 1. sa Svjetskog 1986.                                 | 1. sa Svjetskog 1986.                                 | 1. sa Svjetskog 1986.                                 | 1. sa Svjetskog 1986.                                 | 1. sa Svjetskog 1986.                                 | 1. sa Svjetskog 1986.                                 | 1. sa Svjetskog 1986.                                 | 1. sa Svjetskog 1986.                                 |                     |
| Ukupno                                                                              | 5/5                                                   | 2 zlata                                               | 31                                                    | 24                                                    | 2                                                     | 5                                                     | 711                                                   | 566                                                   | +145                                                  | +145                                                  | 1/1                                                   | 4                                                     | 4                                                     | 0                                                     | 0                                                     | 129                                                   | 66                                                    | +63                                                   |                     |
| OI + KVAL                                                                           | 5/5                                                   | 2 zlata                                               | 35                                                    | 28                                                    | 2                                                     | 5                                                     | 840                                                   | 632                                                   | +208                                                  | +208                                                  |                                                       |                                                       |                                                       |                                                       |                                                       |                                                       |                                                       |                                                       |                     |

| Svjetska rukometna prvenstva | Svjetska rukometna prvenstva                          | Svjetska rukometna prvenstva                          | Svjetska rukometna prvenstva                          | Svjetska rukometna prvenstva                          | Svjetska rukometna prvenstva                          | Svjetska rukometna prvenstva                          | Svjetska rukometna prvenstva                          | Svjetska rukometna prvenstva                          | Svjetska rukometna prvenstva                          | Svjetska rukometna prvenstva                          | kvalifikacije za SP                                   | kvalifikacije za SP                                   | kvalifikacije za SP                                   | kvalifikacije za SP                                   | kvalifikacije za SP                                   | kvalifikacije za SP                                   | kvalifikacije za SP                                   | kvalifikacije za SP                                   | kvalifikacije za SP |
| Godina                       | Faza                                                  | Mjesto                                                | U                                                     | D                                                     | N                                                     | I                                                     | G+                                                    | G-                                                    | GR                                                    | IZB                                                   | Mjesto                                                | U                                                     | D                                                     | N                                                     | I                                                     | G+                                                    | G-                                                    | GR                                                    |                     |
| 1938.                        | Jugoslavenska rukometna reprezentacija nije postojala | Jugoslavenska rukometna reprezentacija nije postojala | Jugoslavenska rukometna reprezentacija nije postojala | Jugoslavenska rukometna reprezentacija nije postojala | Jugoslavenska rukometna reprezentacija nije postojala | Jugoslavenska rukometna reprezentacija nije postojala | Jugoslavenska rukometna reprezentacija nije postojala | Jugoslavenska rukometna reprezentacija nije postojala | Jugoslavenska rukometna reprezentacija nije postojala | Jugoslavenska rukometna reprezentacija nije postojala | Jugoslavenska rukometna reprezentacija nije postojala | Jugoslavenska rukometna reprezentacija nije postojala | Jugoslavenska rukometna reprezentacija nije postojala | Jugoslavenska rukometna reprezentacija nije postojala | Jugoslavenska rukometna reprezentacija nije postojala | Jugoslavenska rukometna reprezentacija nije postojala | Jugoslavenska rukometna reprezentacija nije postojala | Jugoslavenska rukometna reprezentacija nije postojala |                     |
| 1954.                        | Jugoslavenska rukometna reprezentacija nije postojala | Jugoslavenska rukometna reprezentacija nije postojala | Jugoslavenska rukometna reprezentacija nije postojala | Jugoslavenska rukometna reprezentacija nije postojala | Jugoslavenska rukometna reprezentacija nije postojala | Jugoslavenska rukometna reprezentacija nije postojala | Jugoslavenska rukometna reprezentacija nije postojala | Jugoslavenska rukometna reprezentacija nije postojala | Jugoslavenska rukometna reprezentacija nije postojala | Jugoslavenska rukometna reprezentacija nije postojala | Jugoslavenska rukometna reprezentacija nije postojala | Jugoslavenska rukometna reprezentacija nije postojala | Jugoslavenska rukometna reprezentacija nije postojala | Jugoslavenska rukometna reprezentacija nije postojala | Jugoslavenska rukometna reprezentacija nije postojala | Jugoslavenska rukometna reprezentacija nije postojala | Jugoslavenska rukometna reprezentacija nije postojala | Jugoslavenska rukometna reprezentacija nije postojala |                     |
| 1958.                        | Glavna faza                                           | 8.                                                    | 6                                                     | 2                                                     | 0                                                     | 4                                                     | 101                                                   | 96                                                    | +5                                                    | IS                                                    | Kvalifikacije nisu održane                            | Kvalifikacije nisu održane                            | Kvalifikacije nisu održane                            | Kvalifikacije nisu održane                            | Kvalifikacije nisu održane                            | Kvalifikacije nisu održane                            | Kvalifikacije nisu održane                            | Kvalifikacije nisu održane                            |                     |
| 1961.                        | Prva faza                                             | 9.                                                    | 2                                                     | 0                                                     | 0                                                     | 2                                                     | 29                                                    | 32                                                    | -3                                                    | IS                                                    | 1.od 2                                                | 2                                                     | 1                                                     | 0                                                     | 1                                                     | 31                                                    | 29                                                    | +2                                                    |                     |
| 1964.                        | Glavna faza                                           | 6.                                                    | 6                                                     | 2                                                     | 2                                                     | 2                                                     | 102                                                   | 96                                                    | +6                                                    | IS                                                    | 1.od 2                                                | 2                                                     | 2                                                     | 0                                                     | 0                                                     | 46                                                    | 32                                                    | +14                                                   |                     |
| 1967.                        | Četvrtfinale                                          | 7.                                                    | 6                                                     | 4                                                     | 0                                                     | 2                                                     | 136                                                   | 110                                                   | +26                                                   | IS / ID                                               | 1.od 2                                                | 2                                                     | 2                                                     | 0                                                     | 0                                                     | 42                                                    | 22                                                    | +20                                                   |                     |
| 1970.                        | Polufinale                                            |                                                       | 6                                                     | 3                                                     | 1                                                     | 2                                                     | 119                                                   | 80                                                    | +39                                                   | IS / VS                                               | 1.od 2                                                | 2                                                     | 2                                                     | 0                                                     | 0                                                     | 52                                                    | 29                                                    | +23                                                   |                     |
| 1974.                        | Glavna faza                                           |                                                       | 6                                                     | 3                                                     | 0                                                     | 3                                                     | 106                                                   | 105                                                   | +1                                                    | IS / JM                                               | 1. sa OI 1972.                                        | 1. sa OI 1972.                                        | 1. sa OI 1972.                                        | 1. sa OI 1972.                                        | 1. sa OI 1972.                                        | 1. sa OI 1972.                                        | 1. sa OI 1972.                                        | 1. sa OI 1972.                                        |                     |
| 1978.                        | Glavna faza                                           | 5.                                                    | 6                                                     | 4                                                     | 1                                                     | 1                                                     | 108                                                   | 96                                                    | +12                                                   | IS / ZM                                               | 5. sa OI 1976.                                        | 5. sa OI 1976.                                        | 5. sa OI 1976.                                        | 5. sa OI 1976.                                        | 5. sa OI 1976.                                        | 5. sa OI 1976.                                        | 5. sa OI 1976.                                        | 5. sa OI 1976.                                        |                     |
| 1982.                        | Finale                                                |                                                       | 7                                                     | 4                                                     | 1                                                     | 2                                                     | 183                                                   | 155                                                   | +28                                                   | BP                                                    | 6. sa OI 1980.                                        | 6. sa OI 1980.                                        | 6. sa OI 1980.                                        | 6. sa OI 1980.                                        | 6. sa OI 1980.                                        | 6. sa OI 1980.                                        | 6. sa OI 1980.                                        | 6. sa OI 1980.                                        |                     |
| 1986.                        | Finale                                                |                                                       | 7                                                     | 7                                                     | 0                                                     | 0                                                     | 168                                                   | 145                                                   | +23                                                   | ZŽ                                                    | 1. sa OI 1984.                                        | 1. sa OI 1984.                                        | 1. sa OI 1984.                                        | 1. sa OI 1984.                                        | 1. sa OI 1984.                                        | 1. sa OI 1984.                                        | 1. sa OI 1984.                                        | 1. sa OI 1984.                                        |                     |
| 1990.                        | Glavna faza                                           | 4.                                                    | 7                                                     | 4                                                     | 0                                                     | 3                                                     | 169                                                   | 156                                                   | +13                                                   | JS                                                    | 3. sa OI 1988.                                        | 3. sa OI 1988.                                        | 3. sa OI 1988.                                        | 3. sa OI 1988.                                        | 3. sa OI 1988.                                        | 3. sa OI 1988.                                        | 3. sa OI 1988.                                        | 3. sa OI 1988.                                        |                     |
| Ukupno                       | 10/10                                                 | 1 zlato                                               | 59                                                    | 33                                                    | 5                                                     | 21                                                    | 1221                                                  | 1071                                                  | +150                                                  | +150                                                  | 4/4                                                   | 8                                                     | 7                                                     | 0                                                     | 1                                                     | 171                                                   | 112                                                   | +59                                                   |                     |
| SP + KVAL                    | 10/10                                                 | 1 zlato                                               | 67                                                    | 40                                                    | 5                                                     | 22                                                    | 1392                                                  | 1183                                                  | +209                                                  | +209                                                  |                                                       |                                                       |                                                       |                                                       |                                                       |                                                       |                                                       |                                                       |                     |

| Svjetska prvenstva u velikom rukometu | Svjetska prvenstva u velikom rukometu                 | Svjetska prvenstva u velikom rukometu                 | Svjetska prvenstva u velikom rukometu                 | Svjetska prvenstva u velikom rukometu                 | Svjetska prvenstva u velikom rukometu                 | Svjetska prvenstva u velikom rukometu                 | Svjetska prvenstva u velikom rukometu                 | Svjetska prvenstva u velikom rukometu                 | Svjetska prvenstva u velikom rukometu                 | Svjetska prvenstva u velikom rukometu                 | kvalifikacije za SP                                   | kvalifikacije za SP                                   | kvalifikacije za SP                                   | kvalifikacije za SP                                   | kvalifikacije za SP                                   | kvalifikacije za SP                                   | kvalifikacije za SP                                   | kvalifikacije za SP                                   | kvalifikacije za SP |
| Godina                                | Faza                                                  | Mjesto                                                | U                                                     | D                                                     | N                                                     | I                                                     | G+                                                    | G-                                                    | GR                                                    | IZB                                                   | Mjesto                                                | U                                                     | D                                                     | N                                                     | I                                                     | G+                                                    | G-                                                    | GR                                                    |                     |
| 1938.                                 | Jugoslavenska rukometna reprezentacija nije postojala | Jugoslavenska rukometna reprezentacija nije postojala | Jugoslavenska rukometna reprezentacija nije postojala | Jugoslavenska rukometna reprezentacija nije postojala | Jugoslavenska rukometna reprezentacija nije postojala | Jugoslavenska rukometna reprezentacija nije postojala | Jugoslavenska rukometna reprezentacija nije postojala | Jugoslavenska rukometna reprezentacija nije postojala | Jugoslavenska rukometna reprezentacija nije postojala | Jugoslavenska rukometna reprezentacija nije postojala | Jugoslavenska rukometna reprezentacija nije postojala | Jugoslavenska rukometna reprezentacija nije postojala | Jugoslavenska rukometna reprezentacija nije postojala | Jugoslavenska rukometna reprezentacija nije postojala | Jugoslavenska rukometna reprezentacija nije postojala | Jugoslavenska rukometna reprezentacija nije postojala | Jugoslavenska rukometna reprezentacija nije postojala | Jugoslavenska rukometna reprezentacija nije postojala |                     |
| 1948.                                 | Jugoslavenska rukometna reprezentacija nije postojala | Jugoslavenska rukometna reprezentacija nije postojala | Jugoslavenska rukometna reprezentacija nije postojala | Jugoslavenska rukometna reprezentacija nije postojala | Jugoslavenska rukometna reprezentacija nije postojala | Jugoslavenska rukometna reprezentacija nije postojala | Jugoslavenska rukometna reprezentacija nije postojala | Jugoslavenska rukometna reprezentacija nije postojala | Jugoslavenska rukometna reprezentacija nije postojala | Jugoslavenska rukometna reprezentacija nije postojala | Jugoslavenska rukometna reprezentacija nije postojala | Jugoslavenska rukometna reprezentacija nije postojala | Jugoslavenska rukometna reprezentacija nije postojala | Jugoslavenska rukometna reprezentacija nije postojala | Jugoslavenska rukometna reprezentacija nije postojala | Jugoslavenska rukometna reprezentacija nije postojala | Jugoslavenska rukometna reprezentacija nije postojala | Jugoslavenska rukometna reprezentacija nije postojala |                     |
| 1952.                                 | Ispali u kvalifikacijama od Saarske (10. mjesto)      | Ispali u kvalifikacijama od Saarske (10. mjesto)      | Ispali u kvalifikacijama od Saarske (10. mjesto)      | Ispali u kvalifikacijama od Saarske (10. mjesto)      | Ispali u kvalifikacijama od Saarske (10. mjesto)      | Ispali u kvalifikacijama od Saarske (10. mjesto)      | Ispali u kvalifikacijama od Saarske (10. mjesto)      | Ispali u kvalifikacijama od Saarske (10. mjesto)      | Ispali u kvalifikacijama od Saarske (10. mjesto)      | IS / ID                                               | 2.od 2                                                | 1                                                     | 0                                                     | 0                                                     | 1                                                     | 13                                                    | 15                                                    | -2                                                    |                     |
| 1955.                                 | Glavna faza                                           | 5.                                                    | 6                                                     | 4                                                     | 0                                                     | 2                                                     | 75                                                    | 59                                                    | +16                                                   | IS / ID                                               | Kvalifikacije nisu održane                            | Kvalifikacije nisu održane                            | Kvalifikacije nisu održane                            | Kvalifikacije nisu održane                            | Kvalifikacije nisu održane                            | Kvalifikacije nisu održane                            | Kvalifikacije nisu održane                            | Kvalifikacije nisu održane                            |                     |
| 1959.                                 | Jugoslavenska rukometna reprezentacija nije postojala | Jugoslavenska rukometna reprezentacija nije postojala | Jugoslavenska rukometna reprezentacija nije postojala | Jugoslavenska rukometna reprezentacija nije postojala | Jugoslavenska rukometna reprezentacija nije postojala | Jugoslavenska rukometna reprezentacija nije postojala | Jugoslavenska rukometna reprezentacija nije postojala | Jugoslavenska rukometna reprezentacija nije postojala | Jugoslavenska rukometna reprezentacija nije postojala | Jugoslavenska rukometna reprezentacija nije postojala | Jugoslavenska rukometna reprezentacija nije postojala | Jugoslavenska rukometna reprezentacija nije postojala | Jugoslavenska rukometna reprezentacija nije postojala | Jugoslavenska rukometna reprezentacija nije postojala | Jugoslavenska rukometna reprezentacija nije postojala | Jugoslavenska rukometna reprezentacija nije postojala | Jugoslavenska rukometna reprezentacija nije postojala | Jugoslavenska rukometna reprezentacija nije postojala |                     |
| 1963.                                 | Jugoslavenska rukometna reprezentacija nije postojala | Jugoslavenska rukometna reprezentacija nije postojala | Jugoslavenska rukometna reprezentacija nije postojala | Jugoslavenska rukometna reprezentacija nije postojala | Jugoslavenska rukometna reprezentacija nije postojala | Jugoslavenska rukometna reprezentacija nije postojala | Jugoslavenska rukometna reprezentacija nije postojala | Jugoslavenska rukometna reprezentacija nije postojala | Jugoslavenska rukometna reprezentacija nije postojala | Jugoslavenska rukometna reprezentacija nije postojala | Jugoslavenska rukometna reprezentacija nije postojala | Jugoslavenska rukometna reprezentacija nije postojala | Jugoslavenska rukometna reprezentacija nije postojala | Jugoslavenska rukometna reprezentacija nije postojala | Jugoslavenska rukometna reprezentacija nije postojala | Jugoslavenska rukometna reprezentacija nije postojala | Jugoslavenska rukometna reprezentacija nije postojala | Jugoslavenska rukometna reprezentacija nije postojala |                     |
| 1966.                                 | Jugoslavenska rukometna reprezentacija nije postojala | Jugoslavenska rukometna reprezentacija nije postojala | Jugoslavenska rukometna reprezentacija nije postojala | Jugoslavenska rukometna reprezentacija nije postojala | Jugoslavenska rukometna reprezentacija nije postojala | Jugoslavenska rukometna reprezentacija nije postojala | Jugoslavenska rukometna reprezentacija nije postojala | Jugoslavenska rukometna reprezentacija nije postojala | Jugoslavenska rukometna reprezentacija nije postojala | Jugoslavenska rukometna reprezentacija nije postojala | Jugoslavenska rukometna reprezentacija nije postojala | Jugoslavenska rukometna reprezentacija nije postojala | Jugoslavenska rukometna reprezentacija nije postojala | Jugoslavenska rukometna reprezentacija nije postojala | Jugoslavenska rukometna reprezentacija nije postojala | Jugoslavenska rukometna reprezentacija nije postojala | Jugoslavenska rukometna reprezentacija nije postojala | Jugoslavenska rukometna reprezentacija nije postojala |                     |
| Ukupno                                | 1/2                                                   | 1/2                                                   | 6                                                     | 4                                                     | 0                                                     | 2                                                     | 75                                                    | 59                                                    | +16                                                   | +16                                                   | 0/1                                                   | 1                                                     | 0                                                     | 0                                                     | 1                                                     | 13                                                    | 15                                                    | -2                                                    |                     |
| SP + KVAL                             | 1/2                                                   | 1/2                                                   | 7                                                     | 4                                                     | 0                                                     | 3                                                     | 88                                                    | 74                                                    | +14                                                   | +14                                                   |                                                       |                                                       |                                                       |                                                       |                                                       |                                                       |                                                       |                                                       |                     |

| Igre dobre volje |                |                |                |                |                |                |                |                |                |                |                               |
| Godina           | Faza           | Mjesto         | U              | D              | N              | I              | G+             | G-             | GR             | IZB            | Rezultati                     |
| 1986.            | Nisu nastupili | Nisu nastupili | Nisu nastupili | Nisu nastupili | Nisu nastupili | Nisu nastupili | Nisu nastupili | Nisu nastupili | Nisu nastupili | Nisu nastupili | Nisu nastupili                |
| 1990.            | Finale         | 2.             | 5              | 4              | 0              | 1              | 115            | 106            | +9             | JS             | 18:17 26:21 23:21 21:18 27:29 |

## Nastupi naOI
1972. (zlato/16 igrača): Čedomir Bugarski, Dobrivoje Selec, Zoran Živković, Abaz Arslanagić, Miroslav Pribanić, Petar Fajfrić, Milorad Karalić, Đoko Lavrnić, Slobodan Mišković, Hrvoje Horvat, Branislav Pokrajac, Zdravko Miljak, Milan Lazarević, Nebojša Popović, Zdenko Zorko, Albin Vidović. Savezni kapetan: Ivan Snoj. Trener: Vlado Stenzel.
1976. (peti/14 igrača) Trener: Ivan Snoj., Abaz Arslanagić, Vlado Bojović, Hrvoje Horvat, Milorad Karalić, Radivoj Krivokapić, Zdravko Miljak, Željko Nimš, Radisav Pavićević, Branislav Pokrajac, Nebojša Popović, Zdravko Rađenović, Zvonimir Serdarušić, Predrag Timko, Zdenko Zorko
1980. (6. mjesto/14 igrača) Zlatan Arnautović, Jovica Cvetković, Adnan Dizdar, Jovica Elezović, Mile Isaković, Drago Jovović, Pavle Jurina, Enver Koso, Peter Mahne, Jasmin Mrkonja, Velibor Nenadić, Goran Nerić, Stjepan Obran, Momir Rnić
1984. (zlato/15 igrača): Zlatan Arnautović, Momir Rnić, Veselin Vuković, Milan Kalina, Jovica Elezović, Zdravko Zovko, Pavle Jurina, Veselin Vujović, Slobodan Kuzmanovski, Mirko Bašić, Zdravko Rađenović, Mile Isaković, Branko Štrbac, Rolando Pušnik, Dragan Mladenović
1988. (bronca/15 igrača): Momir Rnić, Zlatko Saračević,  Iztok Puc,  Goran Perkovac,  Irfan Smajlagić,  Zlatko Portner,  Veselin Vujović,  Jožef Holpert,  Mirko Bašić,  Alvaro Načinović, Slobodan Kuzmanovski,  Ermin Velić,  Rolando Pušnik,  Boris Jarak,  Muhamed Memić

## Nastupi naSP
1952. (ispali u kvalifikacijama i završili kao deseti ukupno) Izbornici: Ivan Snoj i Irislav Dolenec (sudjelovao i kao igrač) 
1955. (peti) Dušan Anušić, N. Dasović, B. Džodan, Ivan Gornik, Bg. Jančić, Branko Jančić, Stjepan Korbar, Milorad Lajšić, Zvonimir Malenić, M. Milojević, Dušan Patić, B. Radoičić, M. Ristić, D. Tambić, S. Tomljenović, Izbornici: Ivan Snoj i Irislav Dolenec (sudjelovao i kao igrač)
1958. (osmi) Bogdan Cvijetić, Krunoslav Dogan, B. Džodan, Vladimir Jović, Jerolim Karadža, Lovro Manestar, Božidar Peter, Tomislav Raguš, B. Stanković, Dragan Stevanović, Zlatko Šimenc, Ivan Špoljarić, D. Tambić, N. Vučković, V. Živanović, Izbornik: Ivan Snoj
1961. (deveti) Anton Bašić, Krunoslav Dogan, Z. Cvetanović, Ivan Đuranec, Zvonko Jandroković, Vladimir Jović, Jerolim Karadža, Fehvad Mostarac, Petar Perović, Tomislav Raguš, Bartol Rodin, Božidar Stanivuković, B. Stanković, Rešad Šarenkapa, Zlatko Šimenc, Izbornik: Ivan Snoj
1964. (šesti) Andrija Banjanin, Vojislav Bjegović, Vinko Dekaris, Ivan Đuranec, Lujo Györy, Jerolim Karadža, Nenad Kecman, Zvonko Kocijan, Josip Milković, Fehvad Mostarac, Dragan Stevanović, Rešad Šarenkapa, Vladimir Vićan, Albin Vidović, Zlatko Žagmešter, Izbornik: Ivan Snoj
1967. (sedmi) Andrija Banjanin, Vinko Dekaris, Ivan Đuranec, Hrvoje Horvat, Jerolim Karadža, Milorad Karalić, Branko Klišanin, Slobodan Koprivica, Boris Kostić, Josip Milković, Branislav Pokrajac, Miroslav Pribanić, Dobrivoje Selec, Ninoslav Tomašić, Vladimir Vićan, Izbornici: Ivan Snoj i Irislav Dolenec

1970. (bronca) Abaz Arslanagić, Boris Kostić, Branislav Pokrajac, Čedomir Bugarski, Đorđe Lavrnić, Dragutin Mervar, Hrvoje Horvat, Josip Milković, Marijan Jakšeković, Milan Krstić, Milan Lazarević, Milorad Karalić, Miroslav Pribanić, Nebojša Popović, Petar Fajfrić, Slobodan Mišković, Zlatko Žagmešter. Izbornik: Vlado Stenzel
1974. (bronca) 	Abaz Arslanagić, Bogosav Perić, Branislav Pokrajac, Čedomir Bugarski, Đorđe Lavrnić, Hrvoje Horvat, Milan Lazarević, Nebojša Popović, Petar Fajfrić, Radisav Pavičević, Slobodan Mišković, Zdenko Zorko, Zdravko Miljak, Zdravko Rađenović, Željko Nimš, Zvonimir Serdarušić. Izbornik: Ivan Snoj
1978. (peti)
1982. (srebro) Branko Štrbac, Časlav Grubić, Ermin Velić, Jovica Elezović, Mile Isaković, Mirko Bašić, Pavle Jurina, Petrit Fejzula, Radivoj Krivokapić, Stjepan Obran, Veselin Vujović, Vlado Bojović, Zdravko Rađenović, Zdravko Zovko, Zoran Jovanović. Izbornik: Branislav Pokrajac
1986. (zlato) Časlav Grubić, Dragan Mladenović, Jasmin Mrkonja, Jovica Cvetković, Jovica Elezović, Jozsef Holpert, Mile Isaković, Mirko Bašić, Momir Rnić, Muhamed Memić, Rolando Pušnik, Veselin Vujović, Veselin Vuković, Zlatan Arnautović, Zlatan Saračević, Zlatko Portner. Izbornik: Zoran Živković
1990. (četvrti) Irfan Smajlagić

## Nastupi naEP
Država se raspala prije nego što su se prvenstva počela održavati.

## Nastupi naMI
- prvaci: 1967., 1975., 1979., 1983., 1991.
- doprvaci:
- treći:

1967. (zlato) Boris Kostić, Zoran Živković, Josip Milković, Hrvoje Horvat, Ivan Uremović, Albin Vidović, Branislav Pokrajac, Petar Fajfrić, Nebojša Popović, Milorad Karalić, Slobodan Koprivica, Miroslav Klišanin.
1971. - rukometni turnir se nije održao
1975. (zlato) Abaz Arslanagić, Milorad Karalić, Zdravko Miljak, Željko Nimš, Radisav Pavičević, Nebojša Popović, Branislav Pokrajac, Miroslav Pribanić, Zdravko Rađenović, Zvonimir Serdarušić, Predrag Timko, Zdenko Zorko
1979. (zlato) Adnan Dizdar, Momir Rnić, Janjić, Drago Jovović, Radisav Pavičević, Zdravko Zovko, Zdravko Rađenović, Radivoj Krivokapić, Velibor Nenadić, Željko Vidaković, Rusmir Delahmetović, Zoran Jovanović
1983. (zlato) Zlatan Arnautović, Momir Rnić, Veselin Vuković, Stjepan Obran, Jovica Elezović, Zdravko Zovko, Željko Vidaković, Pavle Jurina, Veselin Vujović, Mile Isaković, Dragan Mladenović, Mirko Bašić
1987. - nije sudjelovala
1991. (zlato) Valter Matošević, Dejan Perić, Mehmedalija Mulabdić, Zoran Tomić, Nenad Peruničić, Nedeljko Jovanović, Rastko Stefanović, Igor Butulija, Dragan Škrbić, Vladica Spasojević, Aleksandar Knežević, Vladimir Novaković, Senjanin Maglajlija

## Sastavi na velikim natjecanjima
| Sastav jugoslavenske rukometne reprezentacije na SP u Švicarskoj 1952. (10. mjesto) | Sastav jugoslavenske rukometne reprezentacije na SP u Švicarskoj 1952. (10. mjesto) |
| ----------------------------------------------------------------------------------- | ----------------------------------------------------------------------------------- |
|                                                                                     |                                                                                     |
| Izbornici: i Irislav Dolenec                                                        |                                                                                     |

| Sastav jugoslavenske rukometne reprezentacije na SP u Švicarskoj 1952. (10. mjesto) | Sastav jugoslavenske rukometne reprezentacije na SP u Švicarskoj 1952. (10. mjesto) |
| ----------------------------------------------------------------------------------- | ----------------------------------------------------------------------------------- |
|                                                                                     |                                                                                     |
| Izbornici: i Irislav Dolenec                                                        |                                                                                     |

| Sastav jugoslavenske rukometne reprezentacije na SP u Zapadnoj Njemačkoj 1955. (5. mjesto) | Sastav jugoslavenske rukometne reprezentacije na SP u Zapadnoj Njemačkoj 1955. (5. mjesto) |
| --- | ------------------------------------------------------------------------------------------ |
| |                                                                                            |
| Dušan Anušić \| N. Dasović \| B. Džodan \| Ivan Gornik \| Bg. Jančić \| Branko Jančić \| Irislav Dolenec \| Stjepan Korbar \| Milorad Lajšić \| Zvonimir Malenić \| M. Milojević \| Dušan Patić \| B. Radoičić \| M. Ristić \| D. Tambić \| S. Tomljenović \| Izbornici: Ivan Snoj i Irislav Dolenec |                                                                                            |

| Sastav jugoslavenske rukometne reprezentacije na SP u Zapadnoj Njemačkoj 1955. (5. mjesto) | Sastav jugoslavenske rukometne reprezentacije na SP u Zapadnoj Njemačkoj 1955. (5. mjesto) |
| --- | ------------------------------------------------------------------------------------------ |
| |                                                                                            |
| Dušan Anušić \| N. Dasović \| B. Džodan \| Ivan Gornik \| Bg. Jančić \| Branko Jančić \| Irislav Dolenec \| Stjepan Korbar \| Milorad Lajšić \| Zvonimir Malenić \| M. Milojević \| Dušan Patić \| B. Radoičić \| M. Ristić \| D. Tambić \| S. Tomljenović \| Izbornici: Ivan Snoj i Irislav Dolenec |                                                                                            |

| Sastav jugoslavenske rukometne reprezentacije na SP u Istočnoj Njemačkoj 1958. (8. mjesto) | Sastav jugoslavenske rukometne reprezentacije na SP u Istočnoj Njemačkoj 1958. (8. mjesto) |
| --- | ------------------------------------------------------------------------------------------ |
| |                                                                                            |
| Bogdan Cvijetić \| Krunoslav Dogan \| B. Džodan \| Vladimir Jović \| Jerolim Karadža \| Lovro Manestar \| Božidar Peter \| Tomislav Raguš \| B. Stanković \| Dragan Stevanović \| Zlatko Šimenc \| Ivan Špoljarić \| D. Tambić \| N. Vučković \| V. Živanović \| Izbornik: Ivan Snoj |                                                                                            |

| Sastav jugoslavenske rukometne reprezentacije na SP u Istočnoj Njemačkoj 1958. (8. mjesto) | Sastav jugoslavenske rukometne reprezentacije na SP u Istočnoj Njemačkoj 1958. (8. mjesto) |
| --- | ------------------------------------------------------------------------------------------ |
| |                                                                                            |
| Bogdan Cvijetić \| Krunoslav Dogan \| B. Džodan \| Vladimir Jović \| Jerolim Karadža \| Lovro Manestar \| Božidar Peter \| Tomislav Raguš \| B. Stanković \| Dragan Stevanović \| Zlatko Šimenc \| Ivan Špoljarić \| D. Tambić \| N. Vučković \| V. Živanović \| Izbornik: Ivan Snoj |                                                                                            |

| Sastav jugoslavenske rukometne reprezentacije na SP u Zapadnoj Njemačkoj 1961. (9. mjesto) | Sastav jugoslavenske rukometne reprezentacije na SP u Zapadnoj Njemačkoj 1961. (9. mjesto) |
| --- | ------------------------------------------------------------------------------------------ |
| |                                                                                            |
| Anton Bašić \| Zoran Cvetanović \| Krunoslav Dogan \| Ivan Đuranec \| Zvonko Jandroković \| Vladimir Jović \| Jerolim Karadža \| Fehvad Mostarac \| Petar Perović \| Božidar Peter \| Tomislav Raguš \| Bartol Rodin \| Božidar Stanivuković \| Borislav Stanović \| Rešad Šarenkapa \| Zlatko Šimenc \| Izbornik: Ivan Snoj |                                                                                            |

| Sastav jugoslavenske rukometne reprezentacije na SP u Zapadnoj Njemačkoj 1961. (9. mjesto) | Sastav jugoslavenske rukometne reprezentacije na SP u Zapadnoj Njemačkoj 1961. (9. mjesto) |
| --- | ------------------------------------------------------------------------------------------ |
| |                                                                                            |
| Anton Bašić \| Zoran Cvetanović \| Krunoslav Dogan \| Ivan Đuranec \| Zvonko Jandroković \| Vladimir Jović \| Jerolim Karadža \| Fehvad Mostarac \| Petar Perović \| Božidar Peter \| Tomislav Raguš \| Bartol Rodin \| Božidar Stanivuković \| Borislav Stanović \| Rešad Šarenkapa \| Zlatko Šimenc \| Izbornik: Ivan Snoj |                                                                                            |

| Sastav jugoslavenske rukometne reprezentacije na SP u Čehoslovačkoj 1964. (6. mjesto) | Sastav jugoslavenske rukometne reprezentacije na SP u Čehoslovačkoj 1964. (6. mjesto) |
| --- | ------------------------------------------------------------------------------------- |
| |                                                                                       |
| Andrija Banjanin \| Vojislav Bjegović \| Vinko Dekaris \| Ivan Đuranec \| Lujo Györy \| Jerolim Karadža \| Nenad Kecman \| Zvonko Kocijan \| Josip Milković \| Fehvad Mostarac \| Dragan Stevanović \| Rešad Šarenkapa \| Vladimir Vićan \| Albin Vidović \| Zlatko Žagmešter \| Izbornik: Ivan Snoj |                                                                                       |

| Sastav jugoslavenske rukometne reprezentacije na SP u Čehoslovačkoj 1964. (6. mjesto) | Sastav jugoslavenske rukometne reprezentacije na SP u Čehoslovačkoj 1964. (6. mjesto) |
| --- | ------------------------------------------------------------------------------------- |
| |                                                                                       |
| Andrija Banjanin \| Vojislav Bjegović \| Vinko Dekaris \| Ivan Đuranec \| Lujo Györy \| Jerolim Karadža \| Nenad Kecman \| Zvonko Kocijan \| Josip Milković \| Fehvad Mostarac \| Dragan Stevanović \| Rešad Šarenkapa \| Vladimir Vićan \| Albin Vidović \| Zlatko Žagmešter \| Izbornik: Ivan Snoj |                                                                                       |

| Sastav jugoslavenske rukometne reprezentacije na SP u Švedskoj 1967. (7. mjesto) | Sastav jugoslavenske rukometne reprezentacije na SP u Švedskoj 1967. (7. mjesto) |
| --- | -------------------------------------------------------------------------------- |
| |                                                                                  |
| Andrija Banjanin \| Vinko Dekaris \| Ivan Đuranec \| Hrvoje Horvat \| Jerolim Karadža \| Milorad Karalić \| Branko Klišanin \| Slobodan Koprivica \| Boris Kostić \| Josip Milković \| Branislav Pokrajac \| Miroslav Pribanić \| Dobrivoje Selec \| Ninoslav Tomašić \| Ivan Uremović \| Vladimir Vićan \| Izbornici: Ivan Snoj i Irislav Dolenec |                                                                                  |

| Sastav jugoslavenske rukometne reprezentacije na SP u Švedskoj 1967. (7. mjesto) | Sastav jugoslavenske rukometne reprezentacije na SP u Švedskoj 1967. (7. mjesto) |
| --- | -------------------------------------------------------------------------------- |
| |                                                                                  |
| Andrija Banjanin \| Vinko Dekaris \| Ivan Đuranec \| Hrvoje Horvat \| Jerolim Karadža \| Milorad Karalić \| Branko Klišanin \| Slobodan Koprivica \| Boris Kostić \| Josip Milković \| Branislav Pokrajac \| Miroslav Pribanić \| Dobrivoje Selec \| Ninoslav Tomašić \| Ivan Uremović \| Vladimir Vićan \| Izbornici: Ivan Snoj i Irislav Dolenec |                                                                                  |

| Sastav jugoslavenske rukometne reprezentacije na MI u Tunisu 1967. | Sastav jugoslavenske rukometne reprezentacije na MI u Tunisu 1967. |
| --- | ------------------------------------------------------------------ |
| |                                                                    |
| Petar Fajfrić \| Hrvoje Horvat \| Milorad Karalić \| Miroslav Klišanin \| Slobodan Koprivica \| Boris Kostić \| Josip Milković \| Branislav Pokrajac \| Nebojša Popović \| Ivan Uremović \| Albin Vidović \| Zoran Živković \| Izbornik: Ivan Snoj \| Glavni trener: Vlado Stenzel |                                                                    |

| Sastav jugoslavenske rukometne reprezentacije na MI u Tunisu 1967. | Sastav jugoslavenske rukometne reprezentacije na MI u Tunisu 1967. |
| --- | ------------------------------------------------------------------ |
| |                                                                    |
| Petar Fajfrić \| Hrvoje Horvat \| Milorad Karalić \| Miroslav Klišanin \| Slobodan Koprivica \| Boris Kostić \| Josip Milković \| Branislav Pokrajac \| Nebojša Popović \| Ivan Uremović \| Albin Vidović \| Zoran Živković \| Izbornik: Ivan Snoj \| Glavni trener: Vlado Stenzel |                                                                    |

| Sastav jugoslavenske rukometne reprezentacije na SP u Francuskoj 1970. | Sastav jugoslavenske rukometne reprezentacije na SP u Francuskoj 1970. |
| --- | ---------------------------------------------------------------------- |
| |                                                                        |
| Abas Arslanagić \| Boris Kostić \| Branislav Pokrajac \| Čedomir Bugarski \| Đorđe Lavrnić \| Dragutin Mervar \| Hrvoje Horvat \| Josip Milković \| Marijan Jakšeković \| Milan Krstić \| Milan Lazarević \| Milorad Karalić \| Miroslav Pribanić \| Nebojša Popović \| Petar Fajfrić \| Slobodan Mišković \| Zlatko Žagmešter \| Izbornici: Ivan Snoj i Vlado Stenzel |                                                                        |

| Sastav jugoslavenske rukometne reprezentacije na SP u Francuskoj 1970. | Sastav jugoslavenske rukometne reprezentacije na SP u Francuskoj 1970. |
| --- | ---------------------------------------------------------------------- |
| |                                                                        |
| Abas Arslanagić \| Boris Kostić \| Branislav Pokrajac \| Čedomir Bugarski \| Đorđe Lavrnić \| Dragutin Mervar \| Hrvoje Horvat \| Josip Milković \| Marijan Jakšeković \| Milan Krstić \| Milan Lazarević \| Milorad Karalić \| Miroslav Pribanić \| Nebojša Popović \| Petar Fajfrić \| Slobodan Mišković \| Zlatko Žagmešter \| Izbornici: Ivan Snoj i Vlado Stenzel |                                                                        |

| Sastav jugoslavenske rukometne reprezentacije na OI u Münchenu 1972. | Sastav jugoslavenske rukometne reprezentacije na OI u Münchenu 1972. |
| --- | -------------------------------------------------------------------- |
| |                                                                      |
| Abas Arslanagić \| Čedomir Bugarski \| Petar Fajfrić \| Hrvoje Horvat \| Milorad Karalić \| Đorđe Lavrnić \| Milan Lazarević \| Zdravko Miljak \| Slobodan Mišković \| Branislav Pokrajac \| Nebojša Popović \| Miroslav Pribanić \| Dobrivoje Selec \| Albin Vidović \| Zdenko Zorko \| Zoran Živković \| Izbornik: Ivan Snoj \| Glavni trener: Vlado Stenzel |                                                                      |

| Sastav jugoslavenske rukometne reprezentacije na OI u Münchenu 1972. | Sastav jugoslavenske rukometne reprezentacije na OI u Münchenu 1972. |
| --- | -------------------------------------------------------------------- |
| |                                                                      |
| Abas Arslanagić \| Čedomir Bugarski \| Petar Fajfrić \| Hrvoje Horvat \| Milorad Karalić \| Đorđe Lavrnić \| Milan Lazarević \| Zdravko Miljak \| Slobodan Mišković \| Branislav Pokrajac \| Nebojša Popović \| Miroslav Pribanić \| Dobrivoje Selec \| Albin Vidović \| Zdenko Zorko \| Zoran Živković \| Izbornik: Ivan Snoj \| Glavni trener: Vlado Stenzel |                                                                      |

| Sastav jugoslavenske rukometne reprezentacije na SP u Istočnoj Njemačkoj 1974. | Sastav jugoslavenske rukometne reprezentacije na SP u Istočnoj Njemačkoj 1974. |
| --- | ------------------------------------------------------------------------------ |
| |                                                                                |
| Abas Arslanagić \| Bogoslav Perić \| Branislav Pokrajac \| Čedomir Bugarski \| Đorđe Lavrnić \| Hrvoje Horvat \| Milan Lazarević \| Nebojša Popović \| Petar Fajfrić \| Radislav Pavičević \| Slobodan Mišković \| Zdenko Zorko \| Zdravko Miljak \| Zdravko Rađenović \| Željko Nimš \| Zvonimir Serdarušić \| Izbornici: Ivan Snoj i Josip Milković |                                                                                |

| Sastav jugoslavenske rukometne reprezentacije na SP u Istočnoj Njemačkoj 1974. | Sastav jugoslavenske rukometne reprezentacije na SP u Istočnoj Njemačkoj 1974. |
| --- | ------------------------------------------------------------------------------ |
| |                                                                                |
| Abas Arslanagić \| Bogoslav Perić \| Branislav Pokrajac \| Čedomir Bugarski \| Đorđe Lavrnić \| Hrvoje Horvat \| Milan Lazarević \| Nebojša Popović \| Petar Fajfrić \| Radislav Pavičević \| Slobodan Mišković \| Zdenko Zorko \| Zdravko Miljak \| Zdravko Rađenović \| Željko Nimš \| Zvonimir Serdarušić \| Izbornici: Ivan Snoj i Josip Milković |                                                                                |

| Sastav jugoslavenske rukometne reprezentacije na MI u Alžiru 1975. | Sastav jugoslavenske rukometne reprezentacije na MI u Alžiru 1975. |
| --- | ------------------------------------------------------------------ |
| |                                                                    |
| Abas Arslanagić \| Milorad Karalić \| Zdravko Miljak \| Željko Nimš \| Radisav Pavićević \| Miroslav Pribanić \| Branislav Pokrajac \| Nebojša Popović \| Zdravko Rađenović \| Zvonimir Serdarušić \| Predrag Timko \| Zdenko Zorko \| Izbornik: Ivan Snoj |                                                                    |

| Sastav jugoslavenske rukometne reprezentacije na MI u Alžiru 1975. | Sastav jugoslavenske rukometne reprezentacije na MI u Alžiru 1975. |
| --- | ------------------------------------------------------------------ |
| |                                                                    |
| Abas Arslanagić \| Milorad Karalić \| Zdravko Miljak \| Željko Nimš \| Radisav Pavićević \| Miroslav Pribanić \| Branislav Pokrajac \| Nebojša Popović \| Zdravko Rađenović \| Zvonimir Serdarušić \| Predrag Timko \| Zdenko Zorko \| Izbornik: Ivan Snoj |                                                                    |

| Sastav jugoslavenske rukometne reprezentacije na OI u Montrealu 1976. (5. mjesto) | Sastav jugoslavenske rukometne reprezentacije na OI u Montrealu 1976. (5. mjesto) |
| --- | --------------------------------------------------------------------------------- |
| |                                                                                   |
| Abas Arslanagić \| Vlado Bojović \| Hrvoje Horvat \| Zdravko Miljak \| Željko Nimš \| Milorad Karalić \| Radivoj Krivokapić \| Radisav Pavićević \| Branislav Pokrajac \| Nebojša Popović \| Zdravko Rađenović \| Zvonimir Serdarušić \| Predrag Timko \| Zdenko Zorko \| Izbornici: Ivan Snoj i Pero Janjić |                                                                                   |

| Sastav jugoslavenske rukometne reprezentacije na OI u Montrealu 1976. (5. mjesto) | Sastav jugoslavenske rukometne reprezentacije na OI u Montrealu 1976. (5. mjesto) |
| --- | --------------------------------------------------------------------------------- |
| |                                                                                   |
| Abas Arslanagić \| Vlado Bojović \| Hrvoje Horvat \| Zdravko Miljak \| Željko Nimš \| Milorad Karalić \| Radivoj Krivokapić \| Radisav Pavićević \| Branislav Pokrajac \| Nebojša Popović \| Zdravko Rađenović \| Zvonimir Serdarušić \| Predrag Timko \| Zdenko Zorko \| Izbornici: Ivan Snoj i Pero Janjić |                                                                                   |

| Sastav jugoslavenske rukometne reprezentacije na SP u Danskoj 1978. (5. mjesto) | Sastav jugoslavenske rukometne reprezentacije na SP u Danskoj 1978. (5. mjesto) |
| --- | ------------------------------------------------------------------------------- |
| |                                                                                 |
| Adnan Dizdar \| Vlado Bojović \| Nedjeljko Prodanić \| Drago Jovović \| Radisav Pavičević \| Petrit Fejzula \| Hrvoje Horvat \| Dragutin Makarić \| Radivoj Krivokapić \| Časlav Grubić \| Zdravko Miljak \| Zdravko Zovko \| Željko Vidaković \| Zdravko Rađenović \| Rusmir Delahmetović \| Željko Nimš \| Izbornici: Ivan Snoj i Zdravko Malić |                                                                                 |

| Sastav jugoslavenske rukometne reprezentacije na SP u Danskoj 1978. (5. mjesto) | Sastav jugoslavenske rukometne reprezentacije na SP u Danskoj 1978. (5. mjesto) |
| --- | ------------------------------------------------------------------------------- |
| |                                                                                 |
| Adnan Dizdar \| Vlado Bojović \| Nedjeljko Prodanić \| Drago Jovović \| Radisav Pavičević \| Petrit Fejzula \| Hrvoje Horvat \| Dragutin Makarić \| Radivoj Krivokapić \| Časlav Grubić \| Zdravko Miljak \| Zdravko Zovko \| Željko Vidaković \| Zdravko Rađenović \| Rusmir Delahmetović \| Željko Nimš \| Izbornici: Ivan Snoj i Zdravko Malić |                                                                                 |

| Sastav jugoslavenske rukometne reprezentacije na MI u Splitu 1979. | Sastav jugoslavenske rukometne reprezentacije na MI u Splitu 1979. |
| --- | ------------------------------------------------------------------ |
| |                                                                    |
| Rusmir Delahmetović \| Adnan Dizdar \| Spaso Janjić \| Zoran Jovanović \| Drago Jovović \| Pavle Jurina \| Radivoj Krivokapić \| Velibor Nenadić \| Radisav Pavićević \| Zdravko Rađenović \| Momir Rnić \| Željko Vidaković \| Zdravko Zovko \| Željko Zovko \| Izbornik: Jezdimir Stanković |                                                                    |

| Sastav jugoslavenske rukometne reprezentacije na MI u Splitu 1979. | Sastav jugoslavenske rukometne reprezentacije na MI u Splitu 1979. |
| --- | ------------------------------------------------------------------ |
| |                                                                    |
| Rusmir Delahmetović \| Adnan Dizdar \| Spaso Janjić \| Zoran Jovanović \| Drago Jovović \| Pavle Jurina \| Radivoj Krivokapić \| Velibor Nenadić \| Radisav Pavićević \| Zdravko Rađenović \| Momir Rnić \| Željko Vidaković \| Zdravko Zovko \| Željko Zovko \| Izbornik: Jezdimir Stanković |                                                                    |

| Sastav jugoslavenske rukometne reprezentacije na OI u Moskvi 1980. (6. mjesto) | Sastav jugoslavenske rukometne reprezentacije na OI u Moskvi 1980. (6. mjesto) |
| --- | ------------------------------------------------------------------------------ |
| |                                                                                |
| Zlatan Arnautović \| Jovica Cvetković \| Adnan Dizdar \| Jovica Elezović \| Mile Isaković \| Drago Jovović \| Pavle Jurina \| Enver Koso \| Peter Mahne \| Jasmin Mrkonja \| Velibor Nenadić \| Goran Nerić \| Stjepan Obran \| Momir Rnić \| Izbornik: Jezdimir Stanković |                                                                                |

| Sastav jugoslavenske rukometne reprezentacije na OI u Moskvi 1980. (6. mjesto) | Sastav jugoslavenske rukometne reprezentacije na OI u Moskvi 1980. (6. mjesto) |
| --- | ------------------------------------------------------------------------------ |
| |                                                                                |
| Zlatan Arnautović \| Jovica Cvetković \| Adnan Dizdar \| Jovica Elezović \| Mile Isaković \| Drago Jovović \| Pavle Jurina \| Enver Koso \| Peter Mahne \| Jasmin Mrkonja \| Velibor Nenadić \| Goran Nerić \| Stjepan Obran \| Momir Rnić \| Izbornik: Jezdimir Stanković |                                                                                |

| Sastav jugoslavenske rukometne reprezentacije na MI u Casablanci 1983. | Sastav jugoslavenske rukometne reprezentacije na MI u Casablanci 1983. |
| --- | ---------------------------------------------------------------------- |
| |                                                                        |
| Zlatan Arnautović \| Mirko Bašić \| Jovica Elezović \| Mile Isaković \| Pavle Jurina \| Dragan Mladenović \| Stjepan Obran \| Rolando Pušnik \| Momir Rnić \| Željko Vidaković \| Veselin Vujović \| Veselin Vuković \| Zdravko Zovko \| Izbornik: Branislav Pokrajac |                                                                        |

| Sastav jugoslavenske rukometne reprezentacije na MI u Casablanci 1983. | Sastav jugoslavenske rukometne reprezentacije na MI u Casablanci 1983. |
| --- | ---------------------------------------------------------------------- |
| |                                                                        |
| Zlatan Arnautović \| Mirko Bašić \| Jovica Elezović \| Mile Isaković \| Pavle Jurina \| Dragan Mladenović \| Stjepan Obran \| Rolando Pušnik \| Momir Rnić \| Željko Vidaković \| Veselin Vujović \| Veselin Vuković \| Zdravko Zovko \| Izbornik: Branislav Pokrajac |                                                                        |

| Sastav jugoslavenske rukometne reprezentacije na OI u Los Angelesu 1984. | Sastav jugoslavenske rukometne reprezentacije na OI u Los Angelesu 1984. |
| --- | ------------------------------------------------------------------------ |
| |                                                                          |
| Zlatan Arnautović \| Mirko Bašić \| Jovica Elezović \| Mile Isaković \| Pavle Jurina \| Milan Kalina \| Slobodan Kuzmanovski \| Dragan Mladenović \| Rolando Pušnik \| Zdravko Rađenović \| Momir Rnić \| Branko Štrbac \| Veselin Vujović \| Veselin Vuković \| Zdravko Zovko \| Izbornik: Branislav Pokrajac |                                                                          |

| Sastav jugoslavenske rukometne reprezentacije na OI u Los Angelesu 1984. | Sastav jugoslavenske rukometne reprezentacije na OI u Los Angelesu 1984. |
| --- | ------------------------------------------------------------------------ |
| |                                                                          |
| Zlatan Arnautović \| Mirko Bašić \| Jovica Elezović \| Mile Isaković \| Pavle Jurina \| Milan Kalina \| Slobodan Kuzmanovski \| Dragan Mladenović \| Rolando Pušnik \| Zdravko Rađenović \| Momir Rnić \| Branko Štrbac \| Veselin Vujović \| Veselin Vuković \| Zdravko Zovko \| Izbornik: Branislav Pokrajac |                                                                          |

| Sastav jugoslavenske rukometne reprezentacije na SP u Švicarskoj 1986. | Sastav jugoslavenske rukometne reprezentacije na SP u Švicarskoj 1986. |
| --- | ---------------------------------------------------------------------- |
| |                                                                        |
| Zlatan Arnautović \| Momir Rnić \| Veselin Vuković \| Zlatko Saračević \| Jovica Elezović \| Časlav Grubić \| Jasmin Mrkonja \| Zlatko Portner \| Veselin Vujović \| Jovica Cvetković \| Mirko Bašić \| Dragan Mladenović \| Jozef Nedpert \| Mile Isaković \| Muhamed Memić \| Rolando Pušnik \| Izbornik: Zoran Živković |                                                                        |

| Sastav jugoslavenske rukometne reprezentacije na SP u Švicarskoj 1986. | Sastav jugoslavenske rukometne reprezentacije na SP u Švicarskoj 1986. |
| --- | ---------------------------------------------------------------------- |
| |                                                                        |
| Zlatan Arnautović \| Momir Rnić \| Veselin Vuković \| Zlatko Saračević \| Jovica Elezović \| Časlav Grubić \| Jasmin Mrkonja \| Zlatko Portner \| Veselin Vujović \| Jovica Cvetković \| Mirko Bašić \| Dragan Mladenović \| Jozef Nedpert \| Mile Isaković \| Muhamed Memić \| Rolando Pušnik \| Izbornik: Zoran Živković |                                                                        |

| Sastav jugoslavenske rukometne reprezentacije na OI u Seulu 1988. | Sastav jugoslavenske rukometne reprezentacije na OI u Seulu 1988. |
| --- | ----------------------------------------------------------------- |
| |                                                                   |
| Mirko Bašić \| Jožef Holpert \| Boris Jarak \| Slobodan Kuzmanovski \| Muhamed Memić \| Alvaro Načinović \| Goran Perkovac \| Zlatko Portner \| Iztok Puc \| Rolando Pušnik \| Momir Rnić \| Zlatko Saračević \| Irfan Smajlagić \| Ermin Velić \| Veselin Vujović \| Izbornik: Abaz Arslanagić |                                                                   |

| Sastav jugoslavenske rukometne reprezentacije na OI u Seulu 1988. | Sastav jugoslavenske rukometne reprezentacije na OI u Seulu 1988. |
| --- | ----------------------------------------------------------------- |
| |                                                                   |
| Mirko Bašić \| Jožef Holpert \| Boris Jarak \| Slobodan Kuzmanovski \| Muhamed Memić \| Alvaro Načinović \| Goran Perkovac \| Zlatko Portner \| Iztok Puc \| Rolando Pušnik \| Momir Rnić \| Zlatko Saračević \| Irfan Smajlagić \| Ermin Velić \| Veselin Vujović \| Izbornik: Abaz Arslanagić |                                                                   |

| Sastav jugoslavenske rukometne reprezentacije na SP u Čehoslovačkoj 1990. (4. mjesto) | Sastav jugoslavenske rukometne reprezentacije na SP u Čehoslovačkoj 1990. (4. mjesto) |
| --- | ------------------------------------------------------------------------------------- |
| |                                                                                       |
| Mirko Bašić \| Mile Isaković \| Nenad Kljaić \| Slobodan Kuzmanovski \| Siniša Prokić \| Iztok Puc \| Zlatko Saračević \| Irfan Smajlagić \| Ratko Tomljanović \| Ermin Velić \| Veselin Vujović \| Veselin Vuković \| Izbornik: Jezdimir Stanković |                                                                                       |

| Sastav jugoslavenske rukometne reprezentacije na SP u Čehoslovačkoj 1990. (4. mjesto) | Sastav jugoslavenske rukometne reprezentacije na SP u Čehoslovačkoj 1990. (4. mjesto) |
| --- | ------------------------------------------------------------------------------------- |
| |                                                                                       |
| Mirko Bašić \| Mile Isaković \| Nenad Kljaić \| Slobodan Kuzmanovski \| Siniša Prokić \| Iztok Puc \| Zlatko Saračević \| Irfan Smajlagić \| Ratko Tomljanović \| Ermin Velić \| Veselin Vujović \| Veselin Vuković \| Izbornik: Jezdimir Stanković |                                                                                       |

| Sastav jugoslavenske rukometne reprezentacije na DI u Seattleu 1990. | Sastav jugoslavenske rukometne reprezentacije na DI u Seattleu 1990. |
| --- | -------------------------------------------------------------------- |
| |                                                                      |
| Dalibor Brajdić \| Nikola Adžić \| Igor Butulija \| Patrik Ćavar \| Darko Đorđić \| Bruno Gudelj \| Nedeljko Jovanović \| Nenad Kljaić \| Aleksandar Knežević \| Dejan Perić \| Nenad Peruničić \| Siniša Prokić \| Goran Stojanović \| Dragan Škrbić \| Izbornik: Jezdimir Stanković |                                                                      |

| Sastav jugoslavenske rukometne reprezentacije na DI u Seattleu 1990. | Sastav jugoslavenske rukometne reprezentacije na DI u Seattleu 1990. |
| --- | -------------------------------------------------------------------- |
| |                                                                      |
| Dalibor Brajdić \| Nikola Adžić \| Igor Butulija \| Patrik Ćavar \| Darko Đorđić \| Bruno Gudelj \| Nedeljko Jovanović \| Nenad Kljaić \| Aleksandar Knežević \| Dejan Perić \| Nenad Peruničić \| Siniša Prokić \| Goran Stojanović \| Dragan Škrbić \| Izbornik: Jezdimir Stanković |                                                                      |

| Sastav jugoslavenske rukometne reprezentacije na MI u Ateni 1991. | Sastav jugoslavenske rukometne reprezentacije na MI u Ateni 1991. |
| --- | ----------------------------------------------------------------- |
| |                                                                   |
| Igor Butulija \| Tomislav Farkaš \| Nedjeljko Jovanović \| Aleksandar Knežević \| Senjanin Maglajlija \| Valter Matošević \| Mehmedalija Mulabdić \| Vladimir Novaković \| Dejan Perić \| Nenad Peruničić \| Vladica Spasojević \| Rastko Stefanović \| Dragan Škrbić \| Zoran Tomić \| Izbornik: Jezdimir Stanković |                                                                   |

| Sastav jugoslavenske rukometne reprezentacije na MI u Ateni 1991. | Sastav jugoslavenske rukometne reprezentacije na MI u Ateni 1991. |
| --- | ----------------------------------------------------------------- |
| |                                                                   |
| Igor Butulija \| Tomislav Farkaš \| Nedjeljko Jovanović \| Aleksandar Knežević \| Senjanin Maglajlija \| Valter Matošević \| Mehmedalija Mulabdić \| Vladimir Novaković \| Dejan Perić \| Nenad Peruničić \| Vladica Spasojević \| Rastko Stefanović \| Dragan Škrbić \| Zoran Tomić \| Izbornik: Jezdimir Stanković |                                                                   |

| Sastav jugoslavenske rukometne reprezentacije na SP u Švicarskoj 1952. (10. mjesto) | Sastav jugoslavenske rukometne reprezentacije na SP u Švicarskoj 1952. (10. mjesto) |
| ----------------------------------------------------------------------------------- | ----------------------------------------------------------------------------------- |
|                                                                                     |                                                                                     |
| Izbornici: i Irislav Dolenec                                                        |                                                                                     |

| Sastav jugoslavenske rukometne reprezentacije na SP u Švicarskoj 1952. (10. mjesto) | Sastav jugoslavenske rukometne reprezentacije na SP u Švicarskoj 1952. (10. mjesto) |
| ----------------------------------------------------------------------------------- | ----------------------------------------------------------------------------------- |
|                                                                                     |                                                                                     |
| Izbornici: i Irislav Dolenec                                                        |                                                                                     |

| Sastav jugoslavenske rukometne reprezentacije na SP u Zapadnoj Njemačkoj 1955. (5. mjesto) | Sastav jugoslavenske rukometne reprezentacije na SP u Zapadnoj Njemačkoj 1955. (5. mjesto) |
| --- | ------------------------------------------------------------------------------------------ |
| |                                                                                            |
| Dušan Anušić \| N. Dasović \| B. Džodan \| Ivan Gornik \| Bg. Jančić \| Branko Jančić \| Irislav Dolenec \| Stjepan Korbar \| Milorad Lajšić \| Zvonimir Malenić \| M. Milojević \| Dušan Patić \| B. Radoičić \| M. Ristić \| D. Tambić \| S. Tomljenović \| Izbornici: Ivan Snoj i Irislav Dolenec |                                                                                            |

| Sastav jugoslavenske rukometne reprezentacije na SP u Zapadnoj Njemačkoj 1955. (5. mjesto) | Sastav jugoslavenske rukometne reprezentacije na SP u Zapadnoj Njemačkoj 1955. (5. mjesto) |
| --- | ------------------------------------------------------------------------------------------ |
| |                                                                                            |
| Dušan Anušić \| N. Dasović \| B. Džodan \| Ivan Gornik \| Bg. Jančić \| Branko Jančić \| Irislav Dolenec \| Stjepan Korbar \| Milorad Lajšić \| Zvonimir Malenić \| M. Milojević \| Dušan Patić \| B. Radoičić \| M. Ristić \| D. Tambić \| S. Tomljenović \| Izbornici: Ivan Snoj i Irislav Dolenec |                                                                                            |

| Sastav jugoslavenske rukometne reprezentacije na SP u Istočnoj Njemačkoj 1958. (8. mjesto) | Sastav jugoslavenske rukometne reprezentacije na SP u Istočnoj Njemačkoj 1958. (8. mjesto) |
| --- | ------------------------------------------------------------------------------------------ |
| |                                                                                            |
| Bogdan Cvijetić \| Krunoslav Dogan \| B. Džodan \| Vladimir Jović \| Jerolim Karadža \| Lovro Manestar \| Božidar Peter \| Tomislav Raguš \| B. Stanković \| Dragan Stevanović \| Zlatko Šimenc \| Ivan Špoljarić \| D. Tambić \| N. Vučković \| V. Živanović \| Izbornik: Ivan Snoj |                                                                                            |

| Sastav jugoslavenske rukometne reprezentacije na SP u Istočnoj Njemačkoj 1958. (8. mjesto) | Sastav jugoslavenske rukometne reprezentacije na SP u Istočnoj Njemačkoj 1958. (8. mjesto) |
| --- | ------------------------------------------------------------------------------------------ |
| |                                                                                            |
| Bogdan Cvijetić \| Krunoslav Dogan \| B. Džodan \| Vladimir Jović \| Jerolim Karadža \| Lovro Manestar \| Božidar Peter \| Tomislav Raguš \| B. Stanković \| Dragan Stevanović \| Zlatko Šimenc \| Ivan Špoljarić \| D. Tambić \| N. Vučković \| V. Živanović \| Izbornik: Ivan Snoj |                                                                                            |

| Sastav jugoslavenske rukometne reprezentacije na SP u Zapadnoj Njemačkoj 1961. (9. mjesto) | Sastav jugoslavenske rukometne reprezentacije na SP u Zapadnoj Njemačkoj 1961. (9. mjesto) |
| --- | ------------------------------------------------------------------------------------------ |
| |                                                                                            |
| Anton Bašić \| Zoran Cvetanović \| Krunoslav Dogan \| Ivan Đuranec \| Zvonko Jandroković \| Vladimir Jović \| Jerolim Karadža \| Fehvad Mostarac \| Petar Perović \| Božidar Peter \| Tomislav Raguš \| Bartol Rodin \| Božidar Stanivuković \| Borislav Stanović \| Rešad Šarenkapa \| Zlatko Šimenc \| Izbornik: Ivan Snoj |                                                                                            |

| Sastav jugoslavenske rukometne reprezentacije na SP u Zapadnoj Njemačkoj 1961. (9. mjesto) | Sastav jugoslavenske rukometne reprezentacije na SP u Zapadnoj Njemačkoj 1961. (9. mjesto) |
| --- | ------------------------------------------------------------------------------------------ |
| |                                                                                            |
| Anton Bašić \| Zoran Cvetanović \| Krunoslav Dogan \| Ivan Đuranec \| Zvonko Jandroković \| Vladimir Jović \| Jerolim Karadža \| Fehvad Mostarac \| Petar Perović \| Božidar Peter \| Tomislav Raguš \| Bartol Rodin \| Božidar Stanivuković \| Borislav Stanović \| Rešad Šarenkapa \| Zlatko Šimenc \| Izbornik: Ivan Snoj |                                                                                            |

| Sastav jugoslavenske rukometne reprezentacije na SP u Čehoslovačkoj 1964. (6. mjesto) | Sastav jugoslavenske rukometne reprezentacije na SP u Čehoslovačkoj 1964. (6. mjesto) |
| --- | ------------------------------------------------------------------------------------- |
| |                                                                                       |
| Andrija Banjanin \| Vojislav Bjegović \| Vinko Dekaris \| Ivan Đuranec \| Lujo Györy \| Jerolim Karadža \| Nenad Kecman \| Zvonko Kocijan \| Josip Milković \| Fehvad Mostarac \| Dragan Stevanović \| Rešad Šarenkapa \| Vladimir Vićan \| Albin Vidović \| Zlatko Žagmešter \| Izbornik: Ivan Snoj |                                                                                       |

| Sastav jugoslavenske rukometne reprezentacije na SP u Čehoslovačkoj 1964. (6. mjesto) | Sastav jugoslavenske rukometne reprezentacije na SP u Čehoslovačkoj 1964. (6. mjesto) |
| --- | ------------------------------------------------------------------------------------- |
| |                                                                                       |
| Andrija Banjanin \| Vojislav Bjegović \| Vinko Dekaris \| Ivan Đuranec \| Lujo Györy \| Jerolim Karadža \| Nenad Kecman \| Zvonko Kocijan \| Josip Milković \| Fehvad Mostarac \| Dragan Stevanović \| Rešad Šarenkapa \| Vladimir Vićan \| Albin Vidović \| Zlatko Žagmešter \| Izbornik: Ivan Snoj |                                                                                       |

| Sastav jugoslavenske rukometne reprezentacije na SP u Švedskoj 1967. (7. mjesto) | Sastav jugoslavenske rukometne reprezentacije na SP u Švedskoj 1967. (7. mjesto) |
| --- | -------------------------------------------------------------------------------- |
| |                                                                                  |
| Andrija Banjanin \| Vinko Dekaris \| Ivan Đuranec \| Hrvoje Horvat \| Jerolim Karadža \| Milorad Karalić \| Branko Klišanin \| Slobodan Koprivica \| Boris Kostić \| Josip Milković \| Branislav Pokrajac \| Miroslav Pribanić \| Dobrivoje Selec \| Ninoslav Tomašić \| Ivan Uremović \| Vladimir Vićan \| Izbornici: Ivan Snoj i Irislav Dolenec |                                                                                  |

| Sastav jugoslavenske rukometne reprezentacije na SP u Švedskoj 1967. (7. mjesto) | Sastav jugoslavenske rukometne reprezentacije na SP u Švedskoj 1967. (7. mjesto) |
| --- | -------------------------------------------------------------------------------- |
| |                                                                                  |
| Andrija Banjanin \| Vinko Dekaris \| Ivan Đuranec \| Hrvoje Horvat \| Jerolim Karadža \| Milorad Karalić \| Branko Klišanin \| Slobodan Koprivica \| Boris Kostić \| Josip Milković \| Branislav Pokrajac \| Miroslav Pribanić \| Dobrivoje Selec \| Ninoslav Tomašić \| Ivan Uremović \| Vladimir Vićan \| Izbornici: Ivan Snoj i Irislav Dolenec |                                                                                  |

| Sastav jugoslavenske rukometne reprezentacije na MI u Tunisu 1967. | Sastav jugoslavenske rukometne reprezentacije na MI u Tunisu 1967. |
| --- | ------------------------------------------------------------------ |
| |                                                                    |
| Petar Fajfrić \| Hrvoje Horvat \| Milorad Karalić \| Miroslav Klišanin \| Slobodan Koprivica \| Boris Kostić \| Josip Milković \| Branislav Pokrajac \| Nebojša Popović \| Ivan Uremović \| Albin Vidović \| Zoran Živković \| Izbornik: Ivan Snoj \| Glavni trener: Vlado Stenzel |                                                                    |

| Sastav jugoslavenske rukometne reprezentacije na MI u Tunisu 1967. | Sastav jugoslavenske rukometne reprezentacije na MI u Tunisu 1967. |
| --- | ------------------------------------------------------------------ |
| |                                                                    |
| Petar Fajfrić \| Hrvoje Horvat \| Milorad Karalić \| Miroslav Klišanin \| Slobodan Koprivica \| Boris Kostić \| Josip Milković \| Branislav Pokrajac \| Nebojša Popović \| Ivan Uremović \| Albin Vidović \| Zoran Živković \| Izbornik: Ivan Snoj \| Glavni trener: Vlado Stenzel |                                                                    |

| Sastav jugoslavenske rukometne reprezentacije na SP u Francuskoj 1970. | Sastav jugoslavenske rukometne reprezentacije na SP u Francuskoj 1970. |
| --- | ---------------------------------------------------------------------- |
| |                                                                        |
| Abas Arslanagić \| Boris Kostić \| Branislav Pokrajac \| Čedomir Bugarski \| Đorđe Lavrnić \| Dragutin Mervar \| Hrvoje Horvat \| Josip Milković \| Marijan Jakšeković \| Milan Krstić \| Milan Lazarević \| Milorad Karalić \| Miroslav Pribanić \| Nebojša Popović \| Petar Fajfrić \| Slobodan Mišković \| Zlatko Žagmešter \| Izbornici: Ivan Snoj i Vlado Stenzel |                                                                        |

| Sastav jugoslavenske rukometne reprezentacije na SP u Francuskoj 1970. | Sastav jugoslavenske rukometne reprezentacije na SP u Francuskoj 1970. |
| --- | ---------------------------------------------------------------------- |
| |                                                                        |
| Abas Arslanagić \| Boris Kostić \| Branislav Pokrajac \| Čedomir Bugarski \| Đorđe Lavrnić \| Dragutin Mervar \| Hrvoje Horvat \| Josip Milković \| Marijan Jakšeković \| Milan Krstić \| Milan Lazarević \| Milorad Karalić \| Miroslav Pribanić \| Nebojša Popović \| Petar Fajfrić \| Slobodan Mišković \| Zlatko Žagmešter \| Izbornici: Ivan Snoj i Vlado Stenzel |                                                                        |

| Sastav jugoslavenske rukometne reprezentacije na OI u Münchenu 1972. | Sastav jugoslavenske rukometne reprezentacije na OI u Münchenu 1972. |
| --- | -------------------------------------------------------------------- |
| |                                                                      |
| Abas Arslanagić \| Čedomir Bugarski \| Petar Fajfrić \| Hrvoje Horvat \| Milorad Karalić \| Đorđe Lavrnić \| Milan Lazarević \| Zdravko Miljak \| Slobodan Mišković \| Branislav Pokrajac \| Nebojša Popović \| Miroslav Pribanić \| Dobrivoje Selec \| Albin Vidović \| Zdenko Zorko \| Zoran Živković \| Izbornik: Ivan Snoj \| Glavni trener: Vlado Stenzel |                                                                      |

| Sastav jugoslavenske rukometne reprezentacije na OI u Münchenu 1972. | Sastav jugoslavenske rukometne reprezentacije na OI u Münchenu 1972. |
| --- | -------------------------------------------------------------------- |
| |                                                                      |
| Abas Arslanagić \| Čedomir Bugarski \| Petar Fajfrić \| Hrvoje Horvat \| Milorad Karalić \| Đorđe Lavrnić \| Milan Lazarević \| Zdravko Miljak \| Slobodan Mišković \| Branislav Pokrajac \| Nebojša Popović \| Miroslav Pribanić \| Dobrivoje Selec \| Albin Vidović \| Zdenko Zorko \| Zoran Živković \| Izbornik: Ivan Snoj \| Glavni trener: Vlado Stenzel |                                                                      |

| Sastav jugoslavenske rukometne reprezentacije na SP u Istočnoj Njemačkoj 1974. | Sastav jugoslavenske rukometne reprezentacije na SP u Istočnoj Njemačkoj 1974. |
| --- | ------------------------------------------------------------------------------ |
| |                                                                                |
| Abas Arslanagić \| Bogoslav Perić \| Branislav Pokrajac \| Čedomir Bugarski \| Đorđe Lavrnić \| Hrvoje Horvat \| Milan Lazarević \| Nebojša Popović \| Petar Fajfrić \| Radislav Pavičević \| Slobodan Mišković \| Zdenko Zorko \| Zdravko Miljak \| Zdravko Rađenović \| Željko Nimš \| Zvonimir Serdarušić \| Izbornici: Ivan Snoj i Josip Milković |                                                                                |

| Sastav jugoslavenske rukometne reprezentacije na SP u Istočnoj Njemačkoj 1974. | Sastav jugoslavenske rukometne reprezentacije na SP u Istočnoj Njemačkoj 1974. |
| --- | ------------------------------------------------------------------------------ |
| |                                                                                |
| Abas Arslanagić \| Bogoslav Perić \| Branislav Pokrajac \| Čedomir Bugarski \| Đorđe Lavrnić \| Hrvoje Horvat \| Milan Lazarević \| Nebojša Popović \| Petar Fajfrić \| Radislav Pavičević \| Slobodan Mišković \| Zdenko Zorko \| Zdravko Miljak \| Zdravko Rađenović \| Željko Nimš \| Zvonimir Serdarušić \| Izbornici: Ivan Snoj i Josip Milković |                                                                                |

| Sastav jugoslavenske rukometne reprezentacije na MI u Alžiru 1975. | Sastav jugoslavenske rukometne reprezentacije na MI u Alžiru 1975. |
| --- | ------------------------------------------------------------------ |
| |                                                                    |
| Abas Arslanagić \| Milorad Karalić \| Zdravko Miljak \| Željko Nimš \| Radisav Pavićević \| Miroslav Pribanić \| Branislav Pokrajac \| Nebojša Popović \| Zdravko Rađenović \| Zvonimir Serdarušić \| Predrag Timko \| Zdenko Zorko \| Izbornik: Ivan Snoj |                                                                    |

| Sastav jugoslavenske rukometne reprezentacije na MI u Alžiru 1975. | Sastav jugoslavenske rukometne reprezentacije na MI u Alžiru 1975. |
| --- | ------------------------------------------------------------------ |
| |                                                                    |
| Abas Arslanagić \| Milorad Karalić \| Zdravko Miljak \| Željko Nimš \| Radisav Pavićević \| Miroslav Pribanić \| Branislav Pokrajac \| Nebojša Popović \| Zdravko Rađenović \| Zvonimir Serdarušić \| Predrag Timko \| Zdenko Zorko \| Izbornik: Ivan Snoj |                                                                    |

| Sastav jugoslavenske rukometne reprezentacije na OI u Montrealu 1976. (5. mjesto) | Sastav jugoslavenske rukometne reprezentacije na OI u Montrealu 1976. (5. mjesto) |
| --- | --------------------------------------------------------------------------------- |
| |                                                                                   |
| Abas Arslanagić \| Vlado Bojović \| Hrvoje Horvat \| Zdravko Miljak \| Željko Nimš \| Milorad Karalić \| Radivoj Krivokapić \| Radisav Pavićević \| Branislav Pokrajac \| Nebojša Popović \| Zdravko Rađenović \| Zvonimir Serdarušić \| Predrag Timko \| Zdenko Zorko \| Izbornici: Ivan Snoj i Pero Janjić |                                                                                   |

| Sastav jugoslavenske rukometne reprezentacije na OI u Montrealu 1976. (5. mjesto) | Sastav jugoslavenske rukometne reprezentacije na OI u Montrealu 1976. (5. mjesto) |
| --- | --------------------------------------------------------------------------------- |
| |                                                                                   |
| Abas Arslanagić \| Vlado Bojović \| Hrvoje Horvat \| Zdravko Miljak \| Željko Nimš \| Milorad Karalić \| Radivoj Krivokapić \| Radisav Pavićević \| Branislav Pokrajac \| Nebojša Popović \| Zdravko Rađenović \| Zvonimir Serdarušić \| Predrag Timko \| Zdenko Zorko \| Izbornici: Ivan Snoj i Pero Janjić |                                                                                   |

| Sastav jugoslavenske rukometne reprezentacije na SP u Danskoj 1978. (5. mjesto) | Sastav jugoslavenske rukometne reprezentacije na SP u Danskoj 1978. (5. mjesto) |
| --- | ------------------------------------------------------------------------------- |
| |                                                                                 |
| Adnan Dizdar \| Vlado Bojović \| Nedjeljko Prodanić \| Drago Jovović \| Radisav Pavičević \| Petrit Fejzula \| Hrvoje Horvat \| Dragutin Makarić \| Radivoj Krivokapić \| Časlav Grubić \| Zdravko Miljak \| Zdravko Zovko \| Željko Vidaković \| Zdravko Rađenović \| Rusmir Delahmetović \| Željko Nimš \| Izbornici: Ivan Snoj i Zdravko Malić |                                                                                 |

| Sastav jugoslavenske rukometne reprezentacije na SP u Danskoj 1978. (5. mjesto) | Sastav jugoslavenske rukometne reprezentacije na SP u Danskoj 1978. (5. mjesto) |
| --- | ------------------------------------------------------------------------------- |
| |                                                                                 |
| Adnan Dizdar \| Vlado Bojović \| Nedjeljko Prodanić \| Drago Jovović \| Radisav Pavičević \| Petrit Fejzula \| Hrvoje Horvat \| Dragutin Makarić \| Radivoj Krivokapić \| Časlav Grubić \| Zdravko Miljak \| Zdravko Zovko \| Željko Vidaković \| Zdravko Rađenović \| Rusmir Delahmetović \| Željko Nimš \| Izbornici: Ivan Snoj i Zdravko Malić |                                                                                 |

| Sastav jugoslavenske rukometne reprezentacije na MI u Splitu 1979. | Sastav jugoslavenske rukometne reprezentacije na MI u Splitu 1979. |
| --- | ------------------------------------------------------------------ |
| |                                                                    |
| Rusmir Delahmetović \| Adnan Dizdar \| Spaso Janjić \| Zoran Jovanović \| Drago Jovović \| Pavle Jurina \| Radivoj Krivokapić \| Velibor Nenadić \| Radisav Pavićević \| Zdravko Rađenović \| Momir Rnić \| Željko Vidaković \| Zdravko Zovko \| Željko Zovko \| Izbornik: Jezdimir Stanković |                                                                    |

| Sastav jugoslavenske rukometne reprezentacije na MI u Splitu 1979. | Sastav jugoslavenske rukometne reprezentacije na MI u Splitu 1979. |
| --- | ------------------------------------------------------------------ |
| |                                                                    |
| Rusmir Delahmetović \| Adnan Dizdar \| Spaso Janjić \| Zoran Jovanović \| Drago Jovović \| Pavle Jurina \| Radivoj Krivokapić \| Velibor Nenadić \| Radisav Pavićević \| Zdravko Rađenović \| Momir Rnić \| Željko Vidaković \| Zdravko Zovko \| Željko Zovko \| Izbornik: Jezdimir Stanković |                                                                    |

| Sastav jugoslavenske rukometne reprezentacije na OI u Moskvi 1980. (6. mjesto) | Sastav jugoslavenske rukometne reprezentacije na OI u Moskvi 1980. (6. mjesto) |
| --- | ------------------------------------------------------------------------------ |
| |                                                                                |
| Zlatan Arnautović \| Jovica Cvetković \| Adnan Dizdar \| Jovica Elezović \| Mile Isaković \| Drago Jovović \| Pavle Jurina \| Enver Koso \| Peter Mahne \| Jasmin Mrkonja \| Velibor Nenadić \| Goran Nerić \| Stjepan Obran \| Momir Rnić \| Izbornik: Jezdimir Stanković |                                                                                |

| Sastav jugoslavenske rukometne reprezentacije na OI u Moskvi 1980. (6. mjesto) | Sastav jugoslavenske rukometne reprezentacije na OI u Moskvi 1980. (6. mjesto) |
| --- | ------------------------------------------------------------------------------ |
| |                                                                                |
| Zlatan Arnautović \| Jovica Cvetković \| Adnan Dizdar \| Jovica Elezović \| Mile Isaković \| Drago Jovović \| Pavle Jurina \| Enver Koso \| Peter Mahne \| Jasmin Mrkonja \| Velibor Nenadić \| Goran Nerić \| Stjepan Obran \| Momir Rnić \| Izbornik: Jezdimir Stanković |                                                                                |

| Sastav jugoslavenske rukometne reprezentacije na MI u Casablanci 1983. | Sastav jugoslavenske rukometne reprezentacije na MI u Casablanci 1983. |
| --- | ---------------------------------------------------------------------- |
| |                                                                        |
| Zlatan Arnautović \| Mirko Bašić \| Jovica Elezović \| Mile Isaković \| Pavle Jurina \| Dragan Mladenović \| Stjepan Obran \| Rolando Pušnik \| Momir Rnić \| Željko Vidaković \| Veselin Vujović \| Veselin Vuković \| Zdravko Zovko \| Izbornik: Branislav Pokrajac |                                                                        |

| Sastav jugoslavenske rukometne reprezentacije na MI u Casablanci 1983. | Sastav jugoslavenske rukometne reprezentacije na MI u Casablanci 1983. |
| --- | ---------------------------------------------------------------------- |
| |                                                                        |
| Zlatan Arnautović \| Mirko Bašić \| Jovica Elezović \| Mile Isaković \| Pavle Jurina \| Dragan Mladenović \| Stjepan Obran \| Rolando Pušnik \| Momir Rnić \| Željko Vidaković \| Veselin Vujović \| Veselin Vuković \| Zdravko Zovko \| Izbornik: Branislav Pokrajac |                                                                        |

| Sastav jugoslavenske rukometne reprezentacije na OI u Los Angelesu 1984. | Sastav jugoslavenske rukometne reprezentacije na OI u Los Angelesu 1984. |
| --- | ------------------------------------------------------------------------ |
| |                                                                          |
| Zlatan Arnautović \| Mirko Bašić \| Jovica Elezović \| Mile Isaković \| Pavle Jurina \| Milan Kalina \| Slobodan Kuzmanovski \| Dragan Mladenović \| Rolando Pušnik \| Zdravko Rađenović \| Momir Rnić \| Branko Štrbac \| Veselin Vujović \| Veselin Vuković \| Zdravko Zovko \| Izbornik: Branislav Pokrajac |                                                                          |

| Sastav jugoslavenske rukometne reprezentacije na OI u Los Angelesu 1984. | Sastav jugoslavenske rukometne reprezentacije na OI u Los Angelesu 1984. |
| --- | ------------------------------------------------------------------------ |
| |                                                                          |
| Zlatan Arnautović \| Mirko Bašić \| Jovica Elezović \| Mile Isaković \| Pavle Jurina \| Milan Kalina \| Slobodan Kuzmanovski \| Dragan Mladenović \| Rolando Pušnik \| Zdravko Rađenović \| Momir Rnić \| Branko Štrbac \| Veselin Vujović \| Veselin Vuković \| Zdravko Zovko \| Izbornik: Branislav Pokrajac |                                                                          |

| Sastav jugoslavenske rukometne reprezentacije na SP u Švicarskoj 1986. | Sastav jugoslavenske rukometne reprezentacije na SP u Švicarskoj 1986. |
| --- | ---------------------------------------------------------------------- |
| |                                                                        |
| Zlatan Arnautović \| Momir Rnić \| Veselin Vuković \| Zlatko Saračević \| Jovica Elezović \| Časlav Grubić \| Jasmin Mrkonja \| Zlatko Portner \| Veselin Vujović \| Jovica Cvetković \| Mirko Bašić \| Dragan Mladenović \| Jozef Nedpert \| Mile Isaković \| Muhamed Memić \| Rolando Pušnik \| Izbornik: Zoran Živković |                                                                        |

| Sastav jugoslavenske rukometne reprezentacije na SP u Švicarskoj 1986. | Sastav jugoslavenske rukometne reprezentacije na SP u Švicarskoj 1986. |
| --- | ---------------------------------------------------------------------- |
| |                                                                        |
| Zlatan Arnautović \| Momir Rnić \| Veselin Vuković \| Zlatko Saračević \| Jovica Elezović \| Časlav Grubić \| Jasmin Mrkonja \| Zlatko Portner \| Veselin Vujović \| Jovica Cvetković \| Mirko Bašić \| Dragan Mladenović \| Jozef Nedpert \| Mile Isaković \| Muhamed Memić \| Rolando Pušnik \| Izbornik: Zoran Živković |                                                                        |

| Sastav jugoslavenske rukometne reprezentacije na OI u Seulu 1988. | Sastav jugoslavenske rukometne reprezentacije na OI u Seulu 1988. |
| --- | ----------------------------------------------------------------- |
| |                                                                   |
| Mirko Bašić \| Jožef Holpert \| Boris Jarak \| Slobodan Kuzmanovski \| Muhamed Memić \| Alvaro Načinović \| Goran Perkovac \| Zlatko Portner \| Iztok Puc \| Rolando Pušnik \| Momir Rnić \| Zlatko Saračević \| Irfan Smajlagić \| Ermin Velić \| Veselin Vujović \| Izbornik: Abaz Arslanagić |                                                                   |

| Sastav jugoslavenske rukometne reprezentacije na OI u Seulu 1988. | Sastav jugoslavenske rukometne reprezentacije na OI u Seulu 1988. |
| --- | ----------------------------------------------------------------- |
| |                                                                   |
| Mirko Bašić \| Jožef Holpert \| Boris Jarak \| Slobodan Kuzmanovski \| Muhamed Memić \| Alvaro Načinović \| Goran Perkovac \| Zlatko Portner \| Iztok Puc \| Rolando Pušnik \| Momir Rnić \| Zlatko Saračević \| Irfan Smajlagić \| Ermin Velić \| Veselin Vujović \| Izbornik: Abaz Arslanagić |                                                                   |

| Sastav jugoslavenske rukometne reprezentacije na SP u Čehoslovačkoj 1990. (4. mjesto) | Sastav jugoslavenske rukometne reprezentacije na SP u Čehoslovačkoj 1990. (4. mjesto) |
| --- | ------------------------------------------------------------------------------------- |
| |                                                                                       |
| Mirko Bašić \| Mile Isaković \| Nenad Kljaić \| Slobodan Kuzmanovski \| Siniša Prokić \| Iztok Puc \| Zlatko Saračević \| Irfan Smajlagić \| Ratko Tomljanović \| Ermin Velić \| Veselin Vujović \| Veselin Vuković \| Izbornik: Jezdimir Stanković |                                                                                       |

| Sastav jugoslavenske rukometne reprezentacije na SP u Čehoslovačkoj 1990. (4. mjesto) | Sastav jugoslavenske rukometne reprezentacije na SP u Čehoslovačkoj 1990. (4. mjesto) |
| --- | ------------------------------------------------------------------------------------- |
| |                                                                                       |
| Mirko Bašić \| Mile Isaković \| Nenad Kljaić \| Slobodan Kuzmanovski \| Siniša Prokić \| Iztok Puc \| Zlatko Saračević \| Irfan Smajlagić \| Ratko Tomljanović \| Ermin Velić \| Veselin Vujović \| Veselin Vuković \| Izbornik: Jezdimir Stanković |                                                                                       |

| Sastav jugoslavenske rukometne reprezentacije na DI u Seattleu 1990. | Sastav jugoslavenske rukometne reprezentacije na DI u Seattleu 1990. |
| --- | -------------------------------------------------------------------- |
| |                                                                      |
| Dalibor Brajdić \| Nikola Adžić \| Igor Butulija \| Patrik Ćavar \| Darko Đorđić \| Bruno Gudelj \| Nedeljko Jovanović \| Nenad Kljaić \| Aleksandar Knežević \| Dejan Perić \| Nenad Peruničić \| Siniša Prokić \| Goran Stojanović \| Dragan Škrbić \| Izbornik: Jezdimir Stanković |                                                                      |

| Sastav jugoslavenske rukometne reprezentacije na DI u Seattleu 1990. | Sastav jugoslavenske rukometne reprezentacije na DI u Seattleu 1990. |
| --- | -------------------------------------------------------------------- |
| |                                                                      |
| Dalibor Brajdić \| Nikola Adžić \| Igor Butulija \| Patrik Ćavar \| Darko Đorđić \| Bruno Gudelj \| Nedeljko Jovanović \| Nenad Kljaić \| Aleksandar Knežević \| Dejan Perić \| Nenad Peruničić \| Siniša Prokić \| Goran Stojanović \| Dragan Škrbić \| Izbornik: Jezdimir Stanković |                                                                      |

| Sastav jugoslavenske rukometne reprezentacije na MI u Ateni 1991. | Sastav jugoslavenske rukometne reprezentacije na MI u Ateni 1991. |
| --- | ----------------------------------------------------------------- |
| |                                                                   |
| Igor Butulija \| Tomislav Farkaš \| Nedjeljko Jovanović \| Aleksandar Knežević \| Senjanin Maglajlija \| Valter Matošević \| Mehmedalija Mulabdić \| Vladimir Novaković \| Dejan Perić \| Nenad Peruničić \| Vladica Spasojević \| Rastko Stefanović \| Dragan Škrbić \| Zoran Tomić \| Izbornik: Jezdimir Stanković |                                                                   |

| Sastav jugoslavenske rukometne reprezentacije na MI u Ateni 1991. | Sastav jugoslavenske rukometne reprezentacije na MI u Ateni 1991. |
| --- | ----------------------------------------------------------------- |
| |                                                                   |
| Igor Butulija \| Tomislav Farkaš \| Nedjeljko Jovanović \| Aleksandar Knežević \| Senjanin Maglajlija \| Valter Matošević \| Mehmedalija Mulabdić \| Vladimir Novaković \| Dejan Perić \| Nenad Peruničić \| Vladica Spasojević \| Rastko Stefanović \| Dragan Škrbić \| Zoran Tomić \| Izbornik: Jezdimir Stanković |                                                                   |

| Sastav jugoslavenske rukometne reprezentacije na SP u Švicarskoj 1952. (10. mjesto) | Sastav jugoslavenske rukometne reprezentacije na SP u Švicarskoj 1952. (10. mjesto) |
| ----------------------------------------------------------------------------------- | ----------------------------------------------------------------------------------- |
|                                                                                     |                                                                                     |
| Izbornici: i Irislav Dolenec                                                        |                                                                                     |

| Sastav jugoslavenske rukometne reprezentacije na SP u Švicarskoj 1952. (10. mjesto) | Sastav jugoslavenske rukometne reprezentacije na SP u Švicarskoj 1952. (10. mjesto) |
| ----------------------------------------------------------------------------------- | ----------------------------------------------------------------------------------- |
|                                                                                     |                                                                                     |
| Izbornici: i Irislav Dolenec                                                        |                                                                                     |

| Sastav jugoslavenske rukometne reprezentacije na SP u Zapadnoj Njemačkoj 1955. (5. mjesto) | Sastav jugoslavenske rukometne reprezentacije na SP u Zapadnoj Njemačkoj 1955. (5. mjesto) |
| --- | ------------------------------------------------------------------------------------------ |
| |                                                                                            |
| Dušan Anušić \| N. Dasović \| B. Džodan \| Ivan Gornik \| Bg. Jančić \| Branko Jančić \| Irislav Dolenec \| Stjepan Korbar \| Milorad Lajšić \| Zvonimir Malenić \| M. Milojević \| Dušan Patić \| B. Radoičić \| M. Ristić \| D. Tambić \| S. Tomljenović \| Izbornici: Ivan Snoj i Irislav Dolenec |                                                                                            |

| Sastav jugoslavenske rukometne reprezentacije na SP u Zapadnoj Njemačkoj 1955. (5. mjesto) | Sastav jugoslavenske rukometne reprezentacije na SP u Zapadnoj Njemačkoj 1955. (5. mjesto) |
| --- | ------------------------------------------------------------------------------------------ |
| |                                                                                            |
| Dušan Anušić \| N. Dasović \| B. Džodan \| Ivan Gornik \| Bg. Jančić \| Branko Jančić \| Irislav Dolenec \| Stjepan Korbar \| Milorad Lajšić \| Zvonimir Malenić \| M. Milojević \| Dušan Patić \| B. Radoičić \| M. Ristić \| D. Tambić \| S. Tomljenović \| Izbornici: Ivan Snoj i Irislav Dolenec |                                                                                            |

| Sastav jugoslavenske rukometne reprezentacije na SP u Istočnoj Njemačkoj 1958. (8. mjesto) | Sastav jugoslavenske rukometne reprezentacije na SP u Istočnoj Njemačkoj 1958. (8. mjesto) |
| --- | ------------------------------------------------------------------------------------------ |
| |                                                                                            |
| Bogdan Cvijetić \| Krunoslav Dogan \| B. Džodan \| Vladimir Jović \| Jerolim Karadža \| Lovro Manestar \| Božidar Peter \| Tomislav Raguš \| B. Stanković \| Dragan Stevanović \| Zlatko Šimenc \| Ivan Špoljarić \| D. Tambić \| N. Vučković \| V. Živanović \| Izbornik: Ivan Snoj |                                                                                            |

| Sastav jugoslavenske rukometne reprezentacije na SP u Istočnoj Njemačkoj 1958. (8. mjesto) | Sastav jugoslavenske rukometne reprezentacije na SP u Istočnoj Njemačkoj 1958. (8. mjesto) |
| --- | ------------------------------------------------------------------------------------------ |
| |                                                                                            |
| Bogdan Cvijetić \| Krunoslav Dogan \| B. Džodan \| Vladimir Jović \| Jerolim Karadža \| Lovro Manestar \| Božidar Peter \| Tomislav Raguš \| B. Stanković \| Dragan Stevanović \| Zlatko Šimenc \| Ivan Špoljarić \| D. Tambić \| N. Vučković \| V. Živanović \| Izbornik: Ivan Snoj |                                                                                            |

| Sastav jugoslavenske rukometne reprezentacije na SP u Zapadnoj Njemačkoj 1961. (9. mjesto) | Sastav jugoslavenske rukometne reprezentacije na SP u Zapadnoj Njemačkoj 1961. (9. mjesto) |
| --- | ------------------------------------------------------------------------------------------ |
| |                                                                                            |
| Anton Bašić \| Zoran Cvetanović \| Krunoslav Dogan \| Ivan Đuranec \| Zvonko Jandroković \| Vladimir Jović \| Jerolim Karadža \| Fehvad Mostarac \| Petar Perović \| Božidar Peter \| Tomislav Raguš \| Bartol Rodin \| Božidar Stanivuković \| Borislav Stanović \| Rešad Šarenkapa \| Zlatko Šimenc \| Izbornik: Ivan Snoj |                                                                                            |

| Sastav jugoslavenske rukometne reprezentacije na SP u Zapadnoj Njemačkoj 1961. (9. mjesto) | Sastav jugoslavenske rukometne reprezentacije na SP u Zapadnoj Njemačkoj 1961. (9. mjesto) |
| --- | ------------------------------------------------------------------------------------------ |
| |                                                                                            |
| Anton Bašić \| Zoran Cvetanović \| Krunoslav Dogan \| Ivan Đuranec \| Zvonko Jandroković \| Vladimir Jović \| Jerolim Karadža \| Fehvad Mostarac \| Petar Perović \| Božidar Peter \| Tomislav Raguš \| Bartol Rodin \| Božidar Stanivuković \| Borislav Stanović \| Rešad Šarenkapa \| Zlatko Šimenc \| Izbornik: Ivan Snoj |                                                                                            |

| Sastav jugoslavenske rukometne reprezentacije na SP u Čehoslovačkoj 1964. (6. mjesto) | Sastav jugoslavenske rukometne reprezentacije na SP u Čehoslovačkoj 1964. (6. mjesto) |
| --- | ------------------------------------------------------------------------------------- |
| |                                                                                       |
| Andrija Banjanin \| Vojislav Bjegović \| Vinko Dekaris \| Ivan Đuranec \| Lujo Györy \| Jerolim Karadža \| Nenad Kecman \| Zvonko Kocijan \| Josip Milković \| Fehvad Mostarac \| Dragan Stevanović \| Rešad Šarenkapa \| Vladimir Vićan \| Albin Vidović \| Zlatko Žagmešter \| Izbornik: Ivan Snoj |                                                                                       |

| Sastav jugoslavenske rukometne reprezentacije na SP u Čehoslovačkoj 1964. (6. mjesto) | Sastav jugoslavenske rukometne reprezentacije na SP u Čehoslovačkoj 1964. (6. mjesto) |
| --- | ------------------------------------------------------------------------------------- |
| |                                                                                       |
| Andrija Banjanin \| Vojislav Bjegović \| Vinko Dekaris \| Ivan Đuranec \| Lujo Györy \| Jerolim Karadža \| Nenad Kecman \| Zvonko Kocijan \| Josip Milković \| Fehvad Mostarac \| Dragan Stevanović \| Rešad Šarenkapa \| Vladimir Vićan \| Albin Vidović \| Zlatko Žagmešter \| Izbornik: Ivan Snoj |                                                                                       |

| Sastav jugoslavenske rukometne reprezentacije na SP u Švedskoj 1967. (7. mjesto) | Sastav jugoslavenske rukometne reprezentacije na SP u Švedskoj 1967. (7. mjesto) |
| --- | -------------------------------------------------------------------------------- |
| |                                                                                  |
| Andrija Banjanin \| Vinko Dekaris \| Ivan Đuranec \| Hrvoje Horvat \| Jerolim Karadža \| Milorad Karalić \| Branko Klišanin \| Slobodan Koprivica \| Boris Kostić \| Josip Milković \| Branislav Pokrajac \| Miroslav Pribanić \| Dobrivoje Selec \| Ninoslav Tomašić \| Ivan Uremović \| Vladimir Vićan \| Izbornici: Ivan Snoj i Irislav Dolenec |                                                                                  |

| Sastav jugoslavenske rukometne reprezentacije na SP u Švedskoj 1967. (7. mjesto) | Sastav jugoslavenske rukometne reprezentacije na SP u Švedskoj 1967. (7. mjesto) |
| --- | -------------------------------------------------------------------------------- |
| |                                                                                  |
| Andrija Banjanin \| Vinko Dekaris \| Ivan Đuranec \| Hrvoje Horvat \| Jerolim Karadža \| Milorad Karalić \| Branko Klišanin \| Slobodan Koprivica \| Boris Kostić \| Josip Milković \| Branislav Pokrajac \| Miroslav Pribanić \| Dobrivoje Selec \| Ninoslav Tomašić \| Ivan Uremović \| Vladimir Vićan \| Izbornici: Ivan Snoj i Irislav Dolenec |                                                                                  |

| Sastav jugoslavenske rukometne reprezentacije na MI u Tunisu 1967. | Sastav jugoslavenske rukometne reprezentacije na MI u Tunisu 1967. |
| --- | ------------------------------------------------------------------ |
| |                                                                    |
| Petar Fajfrić \| Hrvoje Horvat \| Milorad Karalić \| Miroslav Klišanin \| Slobodan Koprivica \| Boris Kostić \| Josip Milković \| Branislav Pokrajac \| Nebojša Popović \| Ivan Uremović \| Albin Vidović \| Zoran Živković \| Izbornik: Ivan Snoj \| Glavni trener: Vlado Stenzel |                                                                    |

| Sastav jugoslavenske rukometne reprezentacije na MI u Tunisu 1967. | Sastav jugoslavenske rukometne reprezentacije na MI u Tunisu 1967. |
| --- | ------------------------------------------------------------------ |
| |                                                                    |
| Petar Fajfrić \| Hrvoje Horvat \| Milorad Karalić \| Miroslav Klišanin \| Slobodan Koprivica \| Boris Kostić \| Josip Milković \| Branislav Pokrajac \| Nebojša Popović \| Ivan Uremović \| Albin Vidović \| Zoran Živković \| Izbornik: Ivan Snoj \| Glavni trener: Vlado Stenzel |                                                                    |

| Sastav jugoslavenske rukometne reprezentacije na SP u Francuskoj 1970. | Sastav jugoslavenske rukometne reprezentacije na SP u Francuskoj 1970. |
| --- | ---------------------------------------------------------------------- |
| |                                                                        |
| Abas Arslanagić \| Boris Kostić \| Branislav Pokrajac \| Čedomir Bugarski \| Đorđe Lavrnić \| Dragutin Mervar \| Hrvoje Horvat \| Josip Milković \| Marijan Jakšeković \| Milan Krstić \| Milan Lazarević \| Milorad Karalić \| Miroslav Pribanić \| Nebojša Popović \| Petar Fajfrić \| Slobodan Mišković \| Zlatko Žagmešter \| Izbornici: Ivan Snoj i Vlado Stenzel |                                                                        |

| Sastav jugoslavenske rukometne reprezentacije na SP u Francuskoj 1970. | Sastav jugoslavenske rukometne reprezentacije na SP u Francuskoj 1970. |
| --- | ---------------------------------------------------------------------- |
| |                                                                        |
| Abas Arslanagić \| Boris Kostić \| Branislav Pokrajac \| Čedomir Bugarski \| Đorđe Lavrnić \| Dragutin Mervar \| Hrvoje Horvat \| Josip Milković \| Marijan Jakšeković \| Milan Krstić \| Milan Lazarević \| Milorad Karalić \| Miroslav Pribanić \| Nebojša Popović \| Petar Fajfrić \| Slobodan Mišković \| Zlatko Žagmešter \| Izbornici: Ivan Snoj i Vlado Stenzel |                                                                        |

| Sastav jugoslavenske rukometne reprezentacije na OI u Münchenu 1972. | Sastav jugoslavenske rukometne reprezentacije na OI u Münchenu 1972. |
| --- | -------------------------------------------------------------------- |
| |                                                                      |
| Abas Arslanagić \| Čedomir Bugarski \| Petar Fajfrić \| Hrvoje Horvat \| Milorad Karalić \| Đorđe Lavrnić \| Milan Lazarević \| Zdravko Miljak \| Slobodan Mišković \| Branislav Pokrajac \| Nebojša Popović \| Miroslav Pribanić \| Dobrivoje Selec \| Albin Vidović \| Zdenko Zorko \| Zoran Živković \| Izbornik: Ivan Snoj \| Glavni trener: Vlado Stenzel |                                                                      |

| Sastav jugoslavenske rukometne reprezentacije na OI u Münchenu 1972. | Sastav jugoslavenske rukometne reprezentacije na OI u Münchenu 1972. |
| --- | -------------------------------------------------------------------- |
| |                                                                      |
| Abas Arslanagić \| Čedomir Bugarski \| Petar Fajfrić \| Hrvoje Horvat \| Milorad Karalić \| Đorđe Lavrnić \| Milan Lazarević \| Zdravko Miljak \| Slobodan Mišković \| Branislav Pokrajac \| Nebojša Popović \| Miroslav Pribanić \| Dobrivoje Selec \| Albin Vidović \| Zdenko Zorko \| Zoran Živković \| Izbornik: Ivan Snoj \| Glavni trener: Vlado Stenzel |                                                                      |

| Sastav jugoslavenske rukometne reprezentacije na SP u Istočnoj Njemačkoj 1974. | Sastav jugoslavenske rukometne reprezentacije na SP u Istočnoj Njemačkoj 1974. |
| --- | ------------------------------------------------------------------------------ |
| |                                                                                |
| Abas Arslanagić \| Bogoslav Perić \| Branislav Pokrajac \| Čedomir Bugarski \| Đorđe Lavrnić \| Hrvoje Horvat \| Milan Lazarević \| Nebojša Popović \| Petar Fajfrić \| Radislav Pavičević \| Slobodan Mišković \| Zdenko Zorko \| Zdravko Miljak \| Zdravko Rađenović \| Željko Nimš \| Zvonimir Serdarušić \| Izbornici: Ivan Snoj i Josip Milković |                                                                                |

| Sastav jugoslavenske rukometne reprezentacije na SP u Istočnoj Njemačkoj 1974. | Sastav jugoslavenske rukometne reprezentacije na SP u Istočnoj Njemačkoj 1974. |
| --- | ------------------------------------------------------------------------------ |
| |                                                                                |
| Abas Arslanagić \| Bogoslav Perić \| Branislav Pokrajac \| Čedomir Bugarski \| Đorđe Lavrnić \| Hrvoje Horvat \| Milan Lazarević \| Nebojša Popović \| Petar Fajfrić \| Radislav Pavičević \| Slobodan Mišković \| Zdenko Zorko \| Zdravko Miljak \| Zdravko Rađenović \| Željko Nimš \| Zvonimir Serdarušić \| Izbornici: Ivan Snoj i Josip Milković |                                                                                |

| Sastav jugoslavenske rukometne reprezentacije na MI u Alžiru 1975. | Sastav jugoslavenske rukometne reprezentacije na MI u Alžiru 1975. |
| --- | ------------------------------------------------------------------ |
| |                                                                    |
| Abas Arslanagić \| Milorad Karalić \| Zdravko Miljak \| Željko Nimš \| Radisav Pavićević \| Miroslav Pribanić \| Branislav Pokrajac \| Nebojša Popović \| Zdravko Rađenović \| Zvonimir Serdarušić \| Predrag Timko \| Zdenko Zorko \| Izbornik: Ivan Snoj |                                                                    |

| Sastav jugoslavenske rukometne reprezentacije na MI u Alžiru 1975. | Sastav jugoslavenske rukometne reprezentacije na MI u Alžiru 1975. |
| --- | ------------------------------------------------------------------ |
| |                                                                    |
| Abas Arslanagić \| Milorad Karalić \| Zdravko Miljak \| Željko Nimš \| Radisav Pavićević \| Miroslav Pribanić \| Branislav Pokrajac \| Nebojša Popović \| Zdravko Rađenović \| Zvonimir Serdarušić \| Predrag Timko \| Zdenko Zorko \| Izbornik: Ivan Snoj |                                                                    |

| Sastav jugoslavenske rukometne reprezentacije na OI u Montrealu 1976. (5. mjesto) | Sastav jugoslavenske rukometne reprezentacije na OI u Montrealu 1976. (5. mjesto) |
| --- | --------------------------------------------------------------------------------- |
| |                                                                                   |
| Abas Arslanagić \| Vlado Bojović \| Hrvoje Horvat \| Zdravko Miljak \| Željko Nimš \| Milorad Karalić \| Radivoj Krivokapić \| Radisav Pavićević \| Branislav Pokrajac \| Nebojša Popović \| Zdravko Rađenović \| Zvonimir Serdarušić \| Predrag Timko \| Zdenko Zorko \| Izbornici: Ivan Snoj i Pero Janjić |                                                                                   |

| Sastav jugoslavenske rukometne reprezentacije na OI u Montrealu 1976. (5. mjesto) | Sastav jugoslavenske rukometne reprezentacije na OI u Montrealu 1976. (5. mjesto) |
| --- | --------------------------------------------------------------------------------- |
| |                                                                                   |
| Abas Arslanagić \| Vlado Bojović \| Hrvoje Horvat \| Zdravko Miljak \| Željko Nimš \| Milorad Karalić \| Radivoj Krivokapić \| Radisav Pavićević \| Branislav Pokrajac \| Nebojša Popović \| Zdravko Rađenović \| Zvonimir Serdarušić \| Predrag Timko \| Zdenko Zorko \| Izbornici: Ivan Snoj i Pero Janjić |                                                                                   |

| Sastav jugoslavenske rukometne reprezentacije na SP u Danskoj 1978. (5. mjesto) | Sastav jugoslavenske rukometne reprezentacije na SP u Danskoj 1978. (5. mjesto) |
| --- | ------------------------------------------------------------------------------- |
| |                                                                                 |
| Adnan Dizdar \| Vlado Bojović \| Nedjeljko Prodanić \| Drago Jovović \| Radisav Pavičević \| Petrit Fejzula \| Hrvoje Horvat \| Dragutin Makarić \| Radivoj Krivokapić \| Časlav Grubić \| Zdravko Miljak \| Zdravko Zovko \| Željko Vidaković \| Zdravko Rađenović \| Rusmir Delahmetović \| Željko Nimš \| Izbornici: Ivan Snoj i Zdravko Malić |                                                                                 |

| Sastav jugoslavenske rukometne reprezentacije na SP u Danskoj 1978. (5. mjesto) | Sastav jugoslavenske rukometne reprezentacije na SP u Danskoj 1978. (5. mjesto) |
| --- | ------------------------------------------------------------------------------- |
| |                                                                                 |
| Adnan Dizdar \| Vlado Bojović \| Nedjeljko Prodanić \| Drago Jovović \| Radisav Pavičević \| Petrit Fejzula \| Hrvoje Horvat \| Dragutin Makarić \| Radivoj Krivokapić \| Časlav Grubić \| Zdravko Miljak \| Zdravko Zovko \| Željko Vidaković \| Zdravko Rađenović \| Rusmir Delahmetović \| Željko Nimš \| Izbornici: Ivan Snoj i Zdravko Malić |                                                                                 |

| Sastav jugoslavenske rukometne reprezentacije na MI u Splitu 1979. | Sastav jugoslavenske rukometne reprezentacije na MI u Splitu 1979. |
| --- | ------------------------------------------------------------------ |
| |                                                                    |
| Rusmir Delahmetović \| Adnan Dizdar \| Spaso Janjić \| Zoran Jovanović \| Drago Jovović \| Pavle Jurina \| Radivoj Krivokapić \| Velibor Nenadić \| Radisav Pavićević \| Zdravko Rađenović \| Momir Rnić \| Željko Vidaković \| Zdravko Zovko \| Željko Zovko \| Izbornik: Jezdimir Stanković |                                                                    |

| Sastav jugoslavenske rukometne reprezentacije na MI u Splitu 1979. | Sastav jugoslavenske rukometne reprezentacije na MI u Splitu 1979. |
| --- | ------------------------------------------------------------------ |
| |                                                                    |
| Rusmir Delahmetović \| Adnan Dizdar \| Spaso Janjić \| Zoran Jovanović \| Drago Jovović \| Pavle Jurina \| Radivoj Krivokapić \| Velibor Nenadić \| Radisav Pavićević \| Zdravko Rađenović \| Momir Rnić \| Željko Vidaković \| Zdravko Zovko \| Željko Zovko \| Izbornik: Jezdimir Stanković |                                                                    |

| Sastav jugoslavenske rukometne reprezentacije na OI u Moskvi 1980. (6. mjesto) | Sastav jugoslavenske rukometne reprezentacije na OI u Moskvi 1980. (6. mjesto) |
| --- | ------------------------------------------------------------------------------ |
| |                                                                                |
| Zlatan Arnautović \| Jovica Cvetković \| Adnan Dizdar \| Jovica Elezović \| Mile Isaković \| Drago Jovović \| Pavle Jurina \| Enver Koso \| Peter Mahne \| Jasmin Mrkonja \| Velibor Nenadić \| Goran Nerić \| Stjepan Obran \| Momir Rnić \| Izbornik: Jezdimir Stanković |                                                                                |

| Sastav jugoslavenske rukometne reprezentacije na OI u Moskvi 1980. (6. mjesto) | Sastav jugoslavenske rukometne reprezentacije na OI u Moskvi 1980. (6. mjesto) |
| --- | ------------------------------------------------------------------------------ |
| |                                                                                |
| Zlatan Arnautović \| Jovica Cvetković \| Adnan Dizdar \| Jovica Elezović \| Mile Isaković \| Drago Jovović \| Pavle Jurina \| Enver Koso \| Peter Mahne \| Jasmin Mrkonja \| Velibor Nenadić \| Goran Nerić \| Stjepan Obran \| Momir Rnić \| Izbornik: Jezdimir Stanković |                                                                                |

| Sastav jugoslavenske rukometne reprezentacije na MI u Casablanci 1983. | Sastav jugoslavenske rukometne reprezentacije na MI u Casablanci 1983. |
| --- | ---------------------------------------------------------------------- |
| |                                                                        |
| Zlatan Arnautović \| Mirko Bašić \| Jovica Elezović \| Mile Isaković \| Pavle Jurina \| Dragan Mladenović \| Stjepan Obran \| Rolando Pušnik \| Momir Rnić \| Željko Vidaković \| Veselin Vujović \| Veselin Vuković \| Zdravko Zovko \| Izbornik: Branislav Pokrajac |                                                                        |

| Sastav jugoslavenske rukometne reprezentacije na MI u Casablanci 1983. | Sastav jugoslavenske rukometne reprezentacije na MI u Casablanci 1983. |
| --- | ---------------------------------------------------------------------- |
| |                                                                        |
| Zlatan Arnautović \| Mirko Bašić \| Jovica Elezović \| Mile Isaković \| Pavle Jurina \| Dragan Mladenović \| Stjepan Obran \| Rolando Pušnik \| Momir Rnić \| Željko Vidaković \| Veselin Vujović \| Veselin Vuković \| Zdravko Zovko \| Izbornik: Branislav Pokrajac |                                                                        |

| Sastav jugoslavenske rukometne reprezentacije na OI u Los Angelesu 1984. | Sastav jugoslavenske rukometne reprezentacije na OI u Los Angelesu 1984. |
| --- | ------------------------------------------------------------------------ |
| |                                                                          |
| Zlatan Arnautović \| Mirko Bašić \| Jovica Elezović \| Mile Isaković \| Pavle Jurina \| Milan Kalina \| Slobodan Kuzmanovski \| Dragan Mladenović \| Rolando Pušnik \| Zdravko Rađenović \| Momir Rnić \| Branko Štrbac \| Veselin Vujović \| Veselin Vuković \| Zdravko Zovko \| Izbornik: Branislav Pokrajac |                                                                          |

| Sastav jugoslavenske rukometne reprezentacije na OI u Los Angelesu 1984. | Sastav jugoslavenske rukometne reprezentacije na OI u Los Angelesu 1984. |
| --- | ------------------------------------------------------------------------ |
| |                                                                          |
| Zlatan Arnautović \| Mirko Bašić \| Jovica Elezović \| Mile Isaković \| Pavle Jurina \| Milan Kalina \| Slobodan Kuzmanovski \| Dragan Mladenović \| Rolando Pušnik \| Zdravko Rađenović \| Momir Rnić \| Branko Štrbac \| Veselin Vujović \| Veselin Vuković \| Zdravko Zovko \| Izbornik: Branislav Pokrajac |                                                                          |

| Sastav jugoslavenske rukometne reprezentacije na SP u Švicarskoj 1986. | Sastav jugoslavenske rukometne reprezentacije na SP u Švicarskoj 1986. |
| --- | ---------------------------------------------------------------------- |
| |                                                                        |
| Zlatan Arnautović \| Momir Rnić \| Veselin Vuković \| Zlatko Saračević \| Jovica Elezović \| Časlav Grubić \| Jasmin Mrkonja \| Zlatko Portner \| Veselin Vujović \| Jovica Cvetković \| Mirko Bašić \| Dragan Mladenović \| Jozef Nedpert \| Mile Isaković \| Muhamed Memić \| Rolando Pušnik \| Izbornik: Zoran Živković |                                                                        |

| Sastav jugoslavenske rukometne reprezentacije na SP u Švicarskoj 1986. | Sastav jugoslavenske rukometne reprezentacije na SP u Švicarskoj 1986. |
| --- | ---------------------------------------------------------------------- |
| |                                                                        |
| Zlatan Arnautović \| Momir Rnić \| Veselin Vuković \| Zlatko Saračević \| Jovica Elezović \| Časlav Grubić \| Jasmin Mrkonja \| Zlatko Portner \| Veselin Vujović \| Jovica Cvetković \| Mirko Bašić \| Dragan Mladenović \| Jozef Nedpert \| Mile Isaković \| Muhamed Memić \| Rolando Pušnik \| Izbornik: Zoran Živković |                                                                        |

| Sastav jugoslavenske rukometne reprezentacije na OI u Seulu 1988. | Sastav jugoslavenske rukometne reprezentacije na OI u Seulu 1988. |
| --- | ----------------------------------------------------------------- |
| |                                                                   |
| Mirko Bašić \| Jožef Holpert \| Boris Jarak \| Slobodan Kuzmanovski \| Muhamed Memić \| Alvaro Načinović \| Goran Perkovac \| Zlatko Portner \| Iztok Puc \| Rolando Pušnik \| Momir Rnić \| Zlatko Saračević \| Irfan Smajlagić \| Ermin Velić \| Veselin Vujović \| Izbornik: Abaz Arslanagić |                                                                   |

| Sastav jugoslavenske rukometne reprezentacije na OI u Seulu 1988. | Sastav jugoslavenske rukometne reprezentacije na OI u Seulu 1988. |
| --- | ----------------------------------------------------------------- |
| |                                                                   |
| Mirko Bašić \| Jožef Holpert \| Boris Jarak \| Slobodan Kuzmanovski \| Muhamed Memić \| Alvaro Načinović \| Goran Perkovac \| Zlatko Portner \| Iztok Puc \| Rolando Pušnik \| Momir Rnić \| Zlatko Saračević \| Irfan Smajlagić \| Ermin Velić \| Veselin Vujović \| Izbornik: Abaz Arslanagić |                                                                   |

| Sastav jugoslavenske rukometne reprezentacije na SP u Čehoslovačkoj 1990. (4. mjesto) | Sastav jugoslavenske rukometne reprezentacije na SP u Čehoslovačkoj 1990. (4. mjesto) |
| --- | ------------------------------------------------------------------------------------- |
| |                                                                                       |
| Mirko Bašić \| Mile Isaković \| Nenad Kljaić \| Slobodan Kuzmanovski \| Siniša Prokić \| Iztok Puc \| Zlatko Saračević \| Irfan Smajlagić \| Ratko Tomljanović \| Ermin Velić \| Veselin Vujović \| Veselin Vuković \| Izbornik: Jezdimir Stanković |                                                                                       |

| Sastav jugoslavenske rukometne reprezentacije na SP u Čehoslovačkoj 1990. (4. mjesto) | Sastav jugoslavenske rukometne reprezentacije na SP u Čehoslovačkoj 1990. (4. mjesto) |
| --- | ------------------------------------------------------------------------------------- |
| |                                                                                       |
| Mirko Bašić \| Mile Isaković \| Nenad Kljaić \| Slobodan Kuzmanovski \| Siniša Prokić \| Iztok Puc \| Zlatko Saračević \| Irfan Smajlagić \| Ratko Tomljanović \| Ermin Velić \| Veselin Vujović \| Veselin Vuković \| Izbornik: Jezdimir Stanković |                                                                                       |

| Sastav jugoslavenske rukometne reprezentacije na DI u Seattleu 1990. | Sastav jugoslavenske rukometne reprezentacije na DI u Seattleu 1990. |
| --- | -------------------------------------------------------------------- |
| |                                                                      |
| Dalibor Brajdić \| Nikola Adžić \| Igor Butulija \| Patrik Ćavar \| Darko Đorđić \| Bruno Gudelj \| Nedeljko Jovanović \| Nenad Kljaić \| Aleksandar Knežević \| Dejan Perić \| Nenad Peruničić \| Siniša Prokić \| Goran Stojanović \| Dragan Škrbić \| Izbornik: Jezdimir Stanković |                                                                      |

| Sastav jugoslavenske rukometne reprezentacije na DI u Seattleu 1990. | Sastav jugoslavenske rukometne reprezentacije na DI u Seattleu 1990. |
| --- | -------------------------------------------------------------------- |
| |                                                                      |
| Dalibor Brajdić \| Nikola Adžić \| Igor Butulija \| Patrik Ćavar \| Darko Đorđić \| Bruno Gudelj \| Nedeljko Jovanović \| Nenad Kljaić \| Aleksandar Knežević \| Dejan Perić \| Nenad Peruničić \| Siniša Prokić \| Goran Stojanović \| Dragan Škrbić \| Izbornik: Jezdimir Stanković |                                                                      |

| Sastav jugoslavenske rukometne reprezentacije na MI u Ateni 1991. | Sastav jugoslavenske rukometne reprezentacije na MI u Ateni 1991. |
| --- | ----------------------------------------------------------------- |
| |                                                                   |
| Igor Butulija \| Tomislav Farkaš \| Nedjeljko Jovanović \| Aleksandar Knežević \| Senjanin Maglajlija \| Valter Matošević \| Mehmedalija Mulabdić \| Vladimir Novaković \| Dejan Perić \| Nenad Peruničić \| Vladica Spasojević \| Rastko Stefanović \| Dragan Škrbić \| Zoran Tomić \| Izbornik: Jezdimir Stanković |                                                                   |

| Sastav jugoslavenske rukometne reprezentacije na MI u Ateni 1991. | Sastav jugoslavenske rukometne reprezentacije na MI u Ateni 1991. |
| --- | ----------------------------------------------------------------- |
| |                                                                   |
| Igor Butulija \| Tomislav Farkaš \| Nedjeljko Jovanović \| Aleksandar Knežević \| Senjanin Maglajlija \| Valter Matošević \| Mehmedalija Mulabdić \| Vladimir Novaković \| Dejan Perić \| Nenad Peruničić \| Vladica Spasojević \| Rastko Stefanović \| Dragan Škrbić \| Zoran Tomić \| Izbornik: Jezdimir Stanković |                                                                   |

| Sastav jugoslavenske rukometne reprezentacije na SP u Švicarskoj 1952. (10. mjesto) | Sastav jugoslavenske rukometne reprezentacije na SP u Švicarskoj 1952. (10. mjesto) |
| ----------------------------------------------------------------------------------- | ----------------------------------------------------------------------------------- |
|                                                                                     |                                                                                     |
| Izbornici: i Irislav Dolenec                                                        |                                                                                     |

| Sastav jugoslavenske rukometne reprezentacije na SP u Švicarskoj 1952. (10. mjesto) | Sastav jugoslavenske rukometne reprezentacije na SP u Švicarskoj 1952. (10. mjesto) |
| ----------------------------------------------------------------------------------- | ----------------------------------------------------------------------------------- |
|                                                                                     |                                                                                     |
| Izbornici: i Irislav Dolenec                                                        |                                                                                     |

| Sastav jugoslavenske rukometne reprezentacije na SP u Zapadnoj Njemačkoj 1955. (5. mjesto) | Sastav jugoslavenske rukometne reprezentacije na SP u Zapadnoj Njemačkoj 1955. (5. mjesto) |
| --- | ------------------------------------------------------------------------------------------ |
| |                                                                                            |
| Dušan Anušić \| N. Dasović \| B. Džodan \| Ivan Gornik \| Bg. Jančić \| Branko Jančić \| Irislav Dolenec \| Stjepan Korbar \| Milorad Lajšić \| Zvonimir Malenić \| M. Milojević \| Dušan Patić \| B. Radoičić \| M. Ristić \| D. Tambić \| S. Tomljenović \| Izbornici: Ivan Snoj i Irislav Dolenec |                                                                                            |

| Sastav jugoslavenske rukometne reprezentacije na SP u Zapadnoj Njemačkoj 1955. (5. mjesto) | Sastav jugoslavenske rukometne reprezentacije na SP u Zapadnoj Njemačkoj 1955. (5. mjesto) |
| --- | ------------------------------------------------------------------------------------------ |
| |                                                                                            |
| Dušan Anušić \| N. Dasović \| B. Džodan \| Ivan Gornik \| Bg. Jančić \| Branko Jančić \| Irislav Dolenec \| Stjepan Korbar \| Milorad Lajšić \| Zvonimir Malenić \| M. Milojević \| Dušan Patić \| B. Radoičić \| M. Ristić \| D. Tambić \| S. Tomljenović \| Izbornici: Ivan Snoj i Irislav Dolenec |                                                                                            |

| Sastav jugoslavenske rukometne reprezentacije na SP u Istočnoj Njemačkoj 1958. (8. mjesto) | Sastav jugoslavenske rukometne reprezentacije na SP u Istočnoj Njemačkoj 1958. (8. mjesto) |
| --- | ------------------------------------------------------------------------------------------ |
| |                                                                                            |
| Bogdan Cvijetić \| Krunoslav Dogan \| B. Džodan \| Vladimir Jović \| Jerolim Karadža \| Lovro Manestar \| Božidar Peter \| Tomislav Raguš \| B. Stanković \| Dragan Stevanović \| Zlatko Šimenc \| Ivan Špoljarić \| D. Tambić \| N. Vučković \| V. Živanović \| Izbornik: Ivan Snoj |                                                                                            |

| Sastav jugoslavenske rukometne reprezentacije na SP u Istočnoj Njemačkoj 1958. (8. mjesto) | Sastav jugoslavenske rukometne reprezentacije na SP u Istočnoj Njemačkoj 1958. (8. mjesto) |
| --- | ------------------------------------------------------------------------------------------ |
| |                                                                                            |
| Bogdan Cvijetić \| Krunoslav Dogan \| B. Džodan \| Vladimir Jović \| Jerolim Karadža \| Lovro Manestar \| Božidar Peter \| Tomislav Raguš \| B. Stanković \| Dragan Stevanović \| Zlatko Šimenc \| Ivan Špoljarić \| D. Tambić \| N. Vučković \| V. Živanović \| Izbornik: Ivan Snoj |                                                                                            |

| Sastav jugoslavenske rukometne reprezentacije na SP u Zapadnoj Njemačkoj 1961. (9. mjesto) | Sastav jugoslavenske rukometne reprezentacije na SP u Zapadnoj Njemačkoj 1961. (9. mjesto) |
| --- | ------------------------------------------------------------------------------------------ |
| |                                                                                            |
| Anton Bašić \| Zoran Cvetanović \| Krunoslav Dogan \| Ivan Đuranec \| Zvonko Jandroković \| Vladimir Jović \| Jerolim Karadža \| Fehvad Mostarac \| Petar Perović \| Božidar Peter \| Tomislav Raguš \| Bartol Rodin \| Božidar Stanivuković \| Borislav Stanović \| Rešad Šarenkapa \| Zlatko Šimenc \| Izbornik: Ivan Snoj |                                                                                            |

| Sastav jugoslavenske rukometne reprezentacije na SP u Zapadnoj Njemačkoj 1961. (9. mjesto) | Sastav jugoslavenske rukometne reprezentacije na SP u Zapadnoj Njemačkoj 1961. (9. mjesto) |
| --- | ------------------------------------------------------------------------------------------ |
| |                                                                                            |
| Anton Bašić \| Zoran Cvetanović \| Krunoslav Dogan \| Ivan Đuranec \| Zvonko Jandroković \| Vladimir Jović \| Jerolim Karadža \| Fehvad Mostarac \| Petar Perović \| Božidar Peter \| Tomislav Raguš \| Bartol Rodin \| Božidar Stanivuković \| Borislav Stanović \| Rešad Šarenkapa \| Zlatko Šimenc \| Izbornik: Ivan Snoj |                                                                                            |

| Sastav jugoslavenske rukometne reprezentacije na SP u Čehoslovačkoj 1964. (6. mjesto) | Sastav jugoslavenske rukometne reprezentacije na SP u Čehoslovačkoj 1964. (6. mjesto) |
| --- | ------------------------------------------------------------------------------------- |
| |                                                                                       |
| Andrija Banjanin \| Vojislav Bjegović \| Vinko Dekaris \| Ivan Đuranec \| Lujo Györy \| Jerolim Karadža \| Nenad Kecman \| Zvonko Kocijan \| Josip Milković \| Fehvad Mostarac \| Dragan Stevanović \| Rešad Šarenkapa \| Vladimir Vićan \| Albin Vidović \| Zlatko Žagmešter \| Izbornik: Ivan Snoj |                                                                                       |

| Sastav jugoslavenske rukometne reprezentacije na SP u Čehoslovačkoj 1964. (6. mjesto) | Sastav jugoslavenske rukometne reprezentacije na SP u Čehoslovačkoj 1964. (6. mjesto) |
| --- | ------------------------------------------------------------------------------------- |
| |                                                                                       |
| Andrija Banjanin \| Vojislav Bjegović \| Vinko Dekaris \| Ivan Đuranec \| Lujo Györy \| Jerolim Karadža \| Nenad Kecman \| Zvonko Kocijan \| Josip Milković \| Fehvad Mostarac \| Dragan Stevanović \| Rešad Šarenkapa \| Vladimir Vićan \| Albin Vidović \| Zlatko Žagmešter \| Izbornik: Ivan Snoj |                                                                                       |

| Sastav jugoslavenske rukometne reprezentacije na SP u Švedskoj 1967. (7. mjesto) | Sastav jugoslavenske rukometne reprezentacije na SP u Švedskoj 1967. (7. mjesto) |
| --- | -------------------------------------------------------------------------------- |
| |                                                                                  |
| Andrija Banjanin \| Vinko Dekaris \| Ivan Đuranec \| Hrvoje Horvat \| Jerolim Karadža \| Milorad Karalić \| Branko Klišanin \| Slobodan Koprivica \| Boris Kostić \| Josip Milković \| Branislav Pokrajac \| Miroslav Pribanić \| Dobrivoje Selec \| Ninoslav Tomašić \| Ivan Uremović \| Vladimir Vićan \| Izbornici: Ivan Snoj i Irislav Dolenec |                                                                                  |

| Sastav jugoslavenske rukometne reprezentacije na SP u Švedskoj 1967. (7. mjesto) | Sastav jugoslavenske rukometne reprezentacije na SP u Švedskoj 1967. (7. mjesto) |
| --- | -------------------------------------------------------------------------------- |
| |                                                                                  |
| Andrija Banjanin \| Vinko Dekaris \| Ivan Đuranec \| Hrvoje Horvat \| Jerolim Karadža \| Milorad Karalić \| Branko Klišanin \| Slobodan Koprivica \| Boris Kostić \| Josip Milković \| Branislav Pokrajac \| Miroslav Pribanić \| Dobrivoje Selec \| Ninoslav Tomašić \| Ivan Uremović \| Vladimir Vićan \| Izbornici: Ivan Snoj i Irislav Dolenec |                                                                                  |

| Sastav jugoslavenske rukometne reprezentacije na MI u Tunisu 1967. | Sastav jugoslavenske rukometne reprezentacije na MI u Tunisu 1967. |
| --- | ------------------------------------------------------------------ |
| |                                                                    |
| Petar Fajfrić \| Hrvoje Horvat \| Milorad Karalić \| Miroslav Klišanin \| Slobodan Koprivica \| Boris Kostić \| Josip Milković \| Branislav Pokrajac \| Nebojša Popović \| Ivan Uremović \| Albin Vidović \| Zoran Živković \| Izbornik: Ivan Snoj \| Glavni trener: Vlado Stenzel |                                                                    |

| Sastav jugoslavenske rukometne reprezentacije na MI u Tunisu 1967. | Sastav jugoslavenske rukometne reprezentacije na MI u Tunisu 1967. |
| --- | ------------------------------------------------------------------ |
| |                                                                    |
| Petar Fajfrić \| Hrvoje Horvat \| Milorad Karalić \| Miroslav Klišanin \| Slobodan Koprivica \| Boris Kostić \| Josip Milković \| Branislav Pokrajac \| Nebojša Popović \| Ivan Uremović \| Albin Vidović \| Zoran Živković \| Izbornik: Ivan Snoj \| Glavni trener: Vlado Stenzel |                                                                    |

| Sastav jugoslavenske rukometne reprezentacije na SP u Francuskoj 1970. | Sastav jugoslavenske rukometne reprezentacije na SP u Francuskoj 1970. |
| --- | ---------------------------------------------------------------------- |
| |                                                                        |
| Abas Arslanagić \| Boris Kostić \| Branislav Pokrajac \| Čedomir Bugarski \| Đorđe Lavrnić \| Dragutin Mervar \| Hrvoje Horvat \| Josip Milković \| Marijan Jakšeković \| Milan Krstić \| Milan Lazarević \| Milorad Karalić \| Miroslav Pribanić \| Nebojša Popović \| Petar Fajfrić \| Slobodan Mišković \| Zlatko Žagmešter \| Izbornici: Ivan Snoj i Vlado Stenzel |                                                                        |

| Sastav jugoslavenske rukometne reprezentacije na SP u Francuskoj 1970. | Sastav jugoslavenske rukometne reprezentacije na SP u Francuskoj 1970. |
| --- | ---------------------------------------------------------------------- |
| |                                                                        |
| Abas Arslanagić \| Boris Kostić \| Branislav Pokrajac \| Čedomir Bugarski \| Đorđe Lavrnić \| Dragutin Mervar \| Hrvoje Horvat \| Josip Milković \| Marijan Jakšeković \| Milan Krstić \| Milan Lazarević \| Milorad Karalić \| Miroslav Pribanić \| Nebojša Popović \| Petar Fajfrić \| Slobodan Mišković \| Zlatko Žagmešter \| Izbornici: Ivan Snoj i Vlado Stenzel |                                                                        |

| Sastav jugoslavenske rukometne reprezentacije na OI u Münchenu 1972. | Sastav jugoslavenske rukometne reprezentacije na OI u Münchenu 1972. |
| --- | -------------------------------------------------------------------- |
| |                                                                      |
| Abas Arslanagić \| Čedomir Bugarski \| Petar Fajfrić \| Hrvoje Horvat \| Milorad Karalić \| Đorđe Lavrnić \| Milan Lazarević \| Zdravko Miljak \| Slobodan Mišković \| Branislav Pokrajac \| Nebojša Popović \| Miroslav Pribanić \| Dobrivoje Selec \| Albin Vidović \| Zdenko Zorko \| Zoran Živković \| Izbornik: Ivan Snoj \| Glavni trener: Vlado Stenzel |                                                                      |

| Sastav jugoslavenske rukometne reprezentacije na OI u Münchenu 1972. | Sastav jugoslavenske rukometne reprezentacije na OI u Münchenu 1972. |
| --- | -------------------------------------------------------------------- |
| |                                                                      |
| Abas Arslanagić \| Čedomir Bugarski \| Petar Fajfrić \| Hrvoje Horvat \| Milorad Karalić \| Đorđe Lavrnić \| Milan Lazarević \| Zdravko Miljak \| Slobodan Mišković \| Branislav Pokrajac \| Nebojša Popović \| Miroslav Pribanić \| Dobrivoje Selec \| Albin Vidović \| Zdenko Zorko \| Zoran Živković \| Izbornik: Ivan Snoj \| Glavni trener: Vlado Stenzel |                                                                      |

| Sastav jugoslavenske rukometne reprezentacije na SP u Istočnoj Njemačkoj 1974. | Sastav jugoslavenske rukometne reprezentacije na SP u Istočnoj Njemačkoj 1974. |
| --- | ------------------------------------------------------------------------------ |
| |                                                                                |
| Abas Arslanagić \| Bogoslav Perić \| Branislav Pokrajac \| Čedomir Bugarski \| Đorđe Lavrnić \| Hrvoje Horvat \| Milan Lazarević \| Nebojša Popović \| Petar Fajfrić \| Radislav Pavičević \| Slobodan Mišković \| Zdenko Zorko \| Zdravko Miljak \| Zdravko Rađenović \| Željko Nimš \| Zvonimir Serdarušić \| Izbornici: Ivan Snoj i Josip Milković |                                                                                |

| Sastav jugoslavenske rukometne reprezentacije na SP u Istočnoj Njemačkoj 1974. | Sastav jugoslavenske rukometne reprezentacije na SP u Istočnoj Njemačkoj 1974. |
| --- | ------------------------------------------------------------------------------ |
| |                                                                                |
| Abas Arslanagić \| Bogoslav Perić \| Branislav Pokrajac \| Čedomir Bugarski \| Đorđe Lavrnić \| Hrvoje Horvat \| Milan Lazarević \| Nebojša Popović \| Petar Fajfrić \| Radislav Pavičević \| Slobodan Mišković \| Zdenko Zorko \| Zdravko Miljak \| Zdravko Rađenović \| Željko Nimš \| Zvonimir Serdarušić \| Izbornici: Ivan Snoj i Josip Milković |                                                                                |

| Sastav jugoslavenske rukometne reprezentacije na MI u Alžiru 1975. | Sastav jugoslavenske rukometne reprezentacije na MI u Alžiru 1975. |
| --- | ------------------------------------------------------------------ |
| |                                                                    |
| Abas Arslanagić \| Milorad Karalić \| Zdravko Miljak \| Željko Nimš \| Radisav Pavićević \| Miroslav Pribanić \| Branislav Pokrajac \| Nebojša Popović \| Zdravko Rađenović \| Zvonimir Serdarušić \| Predrag Timko \| Zdenko Zorko \| Izbornik: Ivan Snoj |                                                                    |

| Sastav jugoslavenske rukometne reprezentacije na MI u Alžiru 1975. | Sastav jugoslavenske rukometne reprezentacije na MI u Alžiru 1975. |
| --- | ------------------------------------------------------------------ |
| |                                                                    |
| Abas Arslanagić \| Milorad Karalić \| Zdravko Miljak \| Željko Nimš \| Radisav Pavićević \| Miroslav Pribanić \| Branislav Pokrajac \| Nebojša Popović \| Zdravko Rađenović \| Zvonimir Serdarušić \| Predrag Timko \| Zdenko Zorko \| Izbornik: Ivan Snoj |                                                                    |

| Sastav jugoslavenske rukometne reprezentacije na OI u Montrealu 1976. (5. mjesto) | Sastav jugoslavenske rukometne reprezentacije na OI u Montrealu 1976. (5. mjesto) |
| --- | --------------------------------------------------------------------------------- |
| |                                                                                   |
| Abas Arslanagić \| Vlado Bojović \| Hrvoje Horvat \| Zdravko Miljak \| Željko Nimš \| Milorad Karalić \| Radivoj Krivokapić \| Radisav Pavićević \| Branislav Pokrajac \| Nebojša Popović \| Zdravko Rađenović \| Zvonimir Serdarušić \| Predrag Timko \| Zdenko Zorko \| Izbornici: Ivan Snoj i Pero Janjić |                                                                                   |

| Sastav jugoslavenske rukometne reprezentacije na OI u Montrealu 1976. (5. mjesto) | Sastav jugoslavenske rukometne reprezentacije na OI u Montrealu 1976. (5. mjesto) |
| --- | --------------------------------------------------------------------------------- |
| |                                                                                   |
| Abas Arslanagić \| Vlado Bojović \| Hrvoje Horvat \| Zdravko Miljak \| Željko Nimš \| Milorad Karalić \| Radivoj Krivokapić \| Radisav Pavićević \| Branislav Pokrajac \| Nebojša Popović \| Zdravko Rađenović \| Zvonimir Serdarušić \| Predrag Timko \| Zdenko Zorko \| Izbornici: Ivan Snoj i Pero Janjić |                                                                                   |

| Sastav jugoslavenske rukometne reprezentacije na SP u Danskoj 1978. (5. mjesto) | Sastav jugoslavenske rukometne reprezentacije na SP u Danskoj 1978. (5. mjesto) |
| --- | ------------------------------------------------------------------------------- |
| |                                                                                 |
| Adnan Dizdar \| Vlado Bojović \| Nedjeljko Prodanić \| Drago Jovović \| Radisav Pavičević \| Petrit Fejzula \| Hrvoje Horvat \| Dragutin Makarić \| Radivoj Krivokapić \| Časlav Grubić \| Zdravko Miljak \| Zdravko Zovko \| Željko Vidaković \| Zdravko Rađenović \| Rusmir Delahmetović \| Željko Nimš \| Izbornici: Ivan Snoj i Zdravko Malić |                                                                                 |

| Sastav jugoslavenske rukometne reprezentacije na SP u Danskoj 1978. (5. mjesto) | Sastav jugoslavenske rukometne reprezentacije na SP u Danskoj 1978. (5. mjesto) |
| --- | ------------------------------------------------------------------------------- |
| |                                                                                 |
| Adnan Dizdar \| Vlado Bojović \| Nedjeljko Prodanić \| Drago Jovović \| Radisav Pavičević \| Petrit Fejzula \| Hrvoje Horvat \| Dragutin Makarić \| Radivoj Krivokapić \| Časlav Grubić \| Zdravko Miljak \| Zdravko Zovko \| Željko Vidaković \| Zdravko Rađenović \| Rusmir Delahmetović \| Željko Nimš \| Izbornici: Ivan Snoj i Zdravko Malić |                                                                                 |

| Sastav jugoslavenske rukometne reprezentacije na MI u Splitu 1979. | Sastav jugoslavenske rukometne reprezentacije na MI u Splitu 1979. |
| --- | ------------------------------------------------------------------ |
| |                                                                    |
| Rusmir Delahmetović \| Adnan Dizdar \| Spaso Janjić \| Zoran Jovanović \| Drago Jovović \| Pavle Jurina \| Radivoj Krivokapić \| Velibor Nenadić \| Radisav Pavićević \| Zdravko Rađenović \| Momir Rnić \| Željko Vidaković \| Zdravko Zovko \| Željko Zovko \| Izbornik: Jezdimir Stanković |                                                                    |

| Sastav jugoslavenske rukometne reprezentacije na MI u Splitu 1979. | Sastav jugoslavenske rukometne reprezentacije na MI u Splitu 1979. |
| --- | ------------------------------------------------------------------ |
| |                                                                    |
| Rusmir Delahmetović \| Adnan Dizdar \| Spaso Janjić \| Zoran Jovanović \| Drago Jovović \| Pavle Jurina \| Radivoj Krivokapić \| Velibor Nenadić \| Radisav Pavićević \| Zdravko Rađenović \| Momir Rnić \| Željko Vidaković \| Zdravko Zovko \| Željko Zovko \| Izbornik: Jezdimir Stanković |                                                                    |

| Sastav jugoslavenske rukometne reprezentacije na OI u Moskvi 1980. (6. mjesto) | Sastav jugoslavenske rukometne reprezentacije na OI u Moskvi 1980. (6. mjesto) |
| --- | ------------------------------------------------------------------------------ |
| |                                                                                |
| Zlatan Arnautović \| Jovica Cvetković \| Adnan Dizdar \| Jovica Elezović \| Mile Isaković \| Drago Jovović \| Pavle Jurina \| Enver Koso \| Peter Mahne \| Jasmin Mrkonja \| Velibor Nenadić \| Goran Nerić \| Stjepan Obran \| Momir Rnić \| Izbornik: Jezdimir Stanković |                                                                                |

| Sastav jugoslavenske rukometne reprezentacije na OI u Moskvi 1980. (6. mjesto) | Sastav jugoslavenske rukometne reprezentacije na OI u Moskvi 1980. (6. mjesto) |
| --- | ------------------------------------------------------------------------------ |
| |                                                                                |
| Zlatan Arnautović \| Jovica Cvetković \| Adnan Dizdar \| Jovica Elezović \| Mile Isaković \| Drago Jovović \| Pavle Jurina \| Enver Koso \| Peter Mahne \| Jasmin Mrkonja \| Velibor Nenadić \| Goran Nerić \| Stjepan Obran \| Momir Rnić \| Izbornik: Jezdimir Stanković |                                                                                |

| Sastav jugoslavenske rukometne reprezentacije na MI u Casablanci 1983. | Sastav jugoslavenske rukometne reprezentacije na MI u Casablanci 1983. |
| --- | ---------------------------------------------------------------------- |
| |                                                                        |
| Zlatan Arnautović \| Mirko Bašić \| Jovica Elezović \| Mile Isaković \| Pavle Jurina \| Dragan Mladenović \| Stjepan Obran \| Rolando Pušnik \| Momir Rnić \| Željko Vidaković \| Veselin Vujović \| Veselin Vuković \| Zdravko Zovko \| Izbornik: Branislav Pokrajac |                                                                        |

| Sastav jugoslavenske rukometne reprezentacije na MI u Casablanci 1983. | Sastav jugoslavenske rukometne reprezentacije na MI u Casablanci 1983. |
| --- | ---------------------------------------------------------------------- |
| |                                                                        |
| Zlatan Arnautović \| Mirko Bašić \| Jovica Elezović \| Mile Isaković \| Pavle Jurina \| Dragan Mladenović \| Stjepan Obran \| Rolando Pušnik \| Momir Rnić \| Željko Vidaković \| Veselin Vujović \| Veselin Vuković \| Zdravko Zovko \| Izbornik: Branislav Pokrajac |                                                                        |

| Sastav jugoslavenske rukometne reprezentacije na OI u Los Angelesu 1984. | Sastav jugoslavenske rukometne reprezentacije na OI u Los Angelesu 1984. |
| --- | ------------------------------------------------------------------------ |
| |                                                                          |
| Zlatan Arnautović \| Mirko Bašić \| Jovica Elezović \| Mile Isaković \| Pavle Jurina \| Milan Kalina \| Slobodan Kuzmanovski \| Dragan Mladenović \| Rolando Pušnik \| Zdravko Rađenović \| Momir Rnić \| Branko Štrbac \| Veselin Vujović \| Veselin Vuković \| Zdravko Zovko \| Izbornik: Branislav Pokrajac |                                                                          |

| Sastav jugoslavenske rukometne reprezentacije na OI u Los Angelesu 1984. | Sastav jugoslavenske rukometne reprezentacije na OI u Los Angelesu 1984. |
| --- | ------------------------------------------------------------------------ |
| |                                                                          |
| Zlatan Arnautović \| Mirko Bašić \| Jovica Elezović \| Mile Isaković \| Pavle Jurina \| Milan Kalina \| Slobodan Kuzmanovski \| Dragan Mladenović \| Rolando Pušnik \| Zdravko Rađenović \| Momir Rnić \| Branko Štrbac \| Veselin Vujović \| Veselin Vuković \| Zdravko Zovko \| Izbornik: Branislav Pokrajac |                                                                          |

| Sastav jugoslavenske rukometne reprezentacije na SP u Švicarskoj 1986. | Sastav jugoslavenske rukometne reprezentacije na SP u Švicarskoj 1986. |
| --- | ---------------------------------------------------------------------- |
| |                                                                        |
| Zlatan Arnautović \| Momir Rnić \| Veselin Vuković \| Zlatko Saračević \| Jovica Elezović \| Časlav Grubić \| Jasmin Mrkonja \| Zlatko Portner \| Veselin Vujović \| Jovica Cvetković \| Mirko Bašić \| Dragan Mladenović \| Jozef Nedpert \| Mile Isaković \| Muhamed Memić \| Rolando Pušnik \| Izbornik: Zoran Živković |                                                                        |

| Sastav jugoslavenske rukometne reprezentacije na SP u Švicarskoj 1986. | Sastav jugoslavenske rukometne reprezentacije na SP u Švicarskoj 1986. |
| --- | ---------------------------------------------------------------------- |
| |                                                                        |
| Zlatan Arnautović \| Momir Rnić \| Veselin Vuković \| Zlatko Saračević \| Jovica Elezović \| Časlav Grubić \| Jasmin Mrkonja \| Zlatko Portner \| Veselin Vujović \| Jovica Cvetković \| Mirko Bašić \| Dragan Mladenović \| Jozef Nedpert \| Mile Isaković \| Muhamed Memić \| Rolando Pušnik \| Izbornik: Zoran Živković |                                                                        |

| Sastav jugoslavenske rukometne reprezentacije na OI u Seulu 1988. | Sastav jugoslavenske rukometne reprezentacije na OI u Seulu 1988. |
| --- | ----------------------------------------------------------------- |
| |                                                                   |
| Mirko Bašić \| Jožef Holpert \| Boris Jarak \| Slobodan Kuzmanovski \| Muhamed Memić \| Alvaro Načinović \| Goran Perkovac \| Zlatko Portner \| Iztok Puc \| Rolando Pušnik \| Momir Rnić \| Zlatko Saračević \| Irfan Smajlagić \| Ermin Velić \| Veselin Vujović \| Izbornik: Abaz Arslanagić |                                                                   |

| Sastav jugoslavenske rukometne reprezentacije na OI u Seulu 1988. | Sastav jugoslavenske rukometne reprezentacije na OI u Seulu 1988. |
| --- | ----------------------------------------------------------------- |
| |                                                                   |
| Mirko Bašić \| Jožef Holpert \| Boris Jarak \| Slobodan Kuzmanovski \| Muhamed Memić \| Alvaro Načinović \| Goran Perkovac \| Zlatko Portner \| Iztok Puc \| Rolando Pušnik \| Momir Rnić \| Zlatko Saračević \| Irfan Smajlagić \| Ermin Velić \| Veselin Vujović \| Izbornik: Abaz Arslanagić |                                                                   |

| Sastav jugoslavenske rukometne reprezentacije na SP u Čehoslovačkoj 1990. (4. mjesto) | Sastav jugoslavenske rukometne reprezentacije na SP u Čehoslovačkoj 1990. (4. mjesto) |
| --- | ------------------------------------------------------------------------------------- |
| |                                                                                       |
| Mirko Bašić \| Mile Isaković \| Nenad Kljaić \| Slobodan Kuzmanovski \| Siniša Prokić \| Iztok Puc \| Zlatko Saračević \| Irfan Smajlagić \| Ratko Tomljanović \| Ermin Velić \| Veselin Vujović \| Veselin Vuković \| Izbornik: Jezdimir Stanković |                                                                                       |

| Sastav jugoslavenske rukometne reprezentacije na SP u Čehoslovačkoj 1990. (4. mjesto) | Sastav jugoslavenske rukometne reprezentacije na SP u Čehoslovačkoj 1990. (4. mjesto) |
| --- | ------------------------------------------------------------------------------------- |
| |                                                                                       |
| Mirko Bašić \| Mile Isaković \| Nenad Kljaić \| Slobodan Kuzmanovski \| Siniša Prokić \| Iztok Puc \| Zlatko Saračević \| Irfan Smajlagić \| Ratko Tomljanović \| Ermin Velić \| Veselin Vujović \| Veselin Vuković \| Izbornik: Jezdimir Stanković |                                                                                       |

| Sastav jugoslavenske rukometne reprezentacije na DI u Seattleu 1990. | Sastav jugoslavenske rukometne reprezentacije na DI u Seattleu 1990. |
| --- | -------------------------------------------------------------------- |
| |                                                                      |
| Dalibor Brajdić \| Nikola Adžić \| Igor Butulija \| Patrik Ćavar \| Darko Đorđić \| Bruno Gudelj \| Nedeljko Jovanović \| Nenad Kljaić \| Aleksandar Knežević \| Dejan Perić \| Nenad Peruničić \| Siniša Prokić \| Goran Stojanović \| Dragan Škrbić \| Izbornik: Jezdimir Stanković |                                                                      |

| Sastav jugoslavenske rukometne reprezentacije na DI u Seattleu 1990. | Sastav jugoslavenske rukometne reprezentacije na DI u Seattleu 1990. |
| --- | -------------------------------------------------------------------- |
| |                                                                      |
| Dalibor Brajdić \| Nikola Adžić \| Igor Butulija \| Patrik Ćavar \| Darko Đorđić \| Bruno Gudelj \| Nedeljko Jovanović \| Nenad Kljaić \| Aleksandar Knežević \| Dejan Perić \| Nenad Peruničić \| Siniša Prokić \| Goran Stojanović \| Dragan Škrbić \| Izbornik: Jezdimir Stanković |                                                                      |

| Sastav jugoslavenske rukometne reprezentacije na MI u Ateni 1991. | Sastav jugoslavenske rukometne reprezentacije na MI u Ateni 1991. |
| --- | ----------------------------------------------------------------- |
| |                                                                   |
| Igor Butulija \| Tomislav Farkaš \| Nedjeljko Jovanović \| Aleksandar Knežević \| Senjanin Maglajlija \| Valter Matošević \| Mehmedalija Mulabdić \| Vladimir Novaković \| Dejan Perić \| Nenad Peruničić \| Vladica Spasojević \| Rastko Stefanović \| Dragan Škrbić \| Zoran Tomić \| Izbornik: Jezdimir Stanković |                                                                   |

| Sastav jugoslavenske rukometne reprezentacije na MI u Ateni 1991. | Sastav jugoslavenske rukometne reprezentacije na MI u Ateni 1991. |
| --- | ----------------------------------------------------------------- |
| |                                                                   |
| Igor Butulija \| Tomislav Farkaš \| Nedjeljko Jovanović \| Aleksandar Knežević \| Senjanin Maglajlija \| Valter Matošević \| Mehmedalija Mulabdić \| Vladimir Novaković \| Dejan Perić \| Nenad Peruničić \| Vladica Spasojević \| Rastko Stefanović \| Dragan Škrbić \| Zoran Tomić \| Izbornik: Jezdimir Stanković |                                                                   |

## Zanimljivosti
Jedini igrač koji je igrao u zonskoj ligi, a igrao je za reprezentaciju Jugoslavije, bio je legenda brodskog športa Rudolf Abramović.